# Sovrani d'Inghilterra
Quello che segue è un elenco dei monarchi inglesi che hanno regnato sull'Inghilterra prima, e sulla Gran Bretagna poi, dal Medioevo a oggi.

## Definizione

I sette principali regni anglosassoni attorno all'800 d.C.

Come nell'analogo caso francese, il reale inizio della monarchia inglese è discutibile. Gran parte della questione origina dalla nascita dell'Inghilterra come nazione, frutto della fusione dei vari popoli che a ondate raggiunsero l'isola nel corso dei secoli: i Celti in origine, i Romani dall'inizio dell'era volgare, gli Anglosassoni all'inizio del Medioevo, e infine i Vichinghi dapprima provenienti direttamente dalla Scandinavia, e poi giunti dalla Francia come Normanni.
Il ritiro delle armate romane dalla Britannia nel 410 lasciò campo libero agli invasori barbari, che scacciarono le popolazioni natie e smembrarono il territorio in sette piccoli regni. È da dirsi tuttavia che recenti studi genetici sembrano ridimensionare l'impatto demografico dalla conquista germanica, che forse lasciò agli abitanti indigeni molto più spazio di quanto finora si credesse.
Alcuni medievisti stabiliscono l'inizio dell'Inghilterra come tale durante il regno di Egberto del Wessex il quale, sconfitti o sottomessi tra l'802 e l'839 gli altri reami anglosassoni, fu definito per la prima volta Re degli inglesi. La strada per una stabile unità del regno era però ancora lunga, a causa della crescente penetrazione militare dei Danesi: se Alfredo il Grande, sovrano fra l'871 e il 901 si oppose efficacemente contro le scorribande scandinave, fu suo nipote Altelstano del Wessex a governare un territorio ampio quasi come l'Inghilterra attuale a partire dal 924. I reali della dinastia Cerdic garantirono quasi continuativamente l'unità degli inglesi fino al 1016. In questo anno le armate vichinghe di Canuto il Grande assoggettarono il paese sottomettendolo alla Danimarca fino al 1042. Successivamente la vecchia dinastia Cerdic riprese il trono con Edoardo il Confessore tenendolo fino al 1066.
Con il 1066 si ebbe una svolta definitiva nella storia inglese nella famosa battaglia di Hastings dove il Duca di Normandia Guglielmo il Conquistatore uccise l'ultimo monarca anglosassone Aroldo II e lo sostituì sul trono. La conquista normanna segnò, con l'introduzione della storiografia sul modello francese, l'esordio legale del regno inglese, con l'inizio dell'enumerazione dei sovrani inglesi da quel momento stabilitisi a Londra. Fin dagli anni novanta, comunque, la questione della nazionalità, specialmente per le nazioni che considerano la loro fondazione nel periodo tra il V e il IX secolo, è stata presa di mira. Questo riesame ha già prodotto diversi studi interessanti, alcuni dei quali porteranno sicuramente a un'ulteriore ridefinizione del significato di nazione e di conseguenza su come il concetto di nazionalità può essere definito.
Non esiste un sovrano universalmente riconosciuto come il primo re d'Inghilterra. Fra coloro ai quali viene talvolta riconosciuto il primato vi sono Egberto del Wessex, Alfredo il Grande e Atelstano. Alla luce di tutto ciò, questa lista segue l'elencazione dei sovrani inglesi partendo dal re anglosassone Atelstano, il primo a fregiarsi ufficialmente del titolo di Re degli Inglesi (in latino Rex Anglorum).

## Anglosassoni (886-1016)

### Wessex

Sul finire del IX secolo, Alfredo il Grande, dopo aver sconfitto i danesi e aver posto sotto il proprio controllo il Regno di Mercia, assunse il titolo di Re degli Anglosassoni. Gli succedette nell'899 il figlio Edoardo il Vecchio, e nel 924 i figli di quest'ultimo, prima probabilmente, ma solo per pochi giorni, Ethelweard, poi Atelstano. Nel 927, Atelstano conquista ciò che restava del regno vichingo di Jórvík (York) e ottenuta la sottomissione del regno di Northumbria, Atelstano divenne di fatto il primo re d'Inghilterra con il titolo di Rex Anglorum. I predecessori di Atelstano che furono esclusivamente sovrani del Wessex, sono elencati nella specifica voce: Re del Wessex
| Nome                     | Ritratto | Data di nascita | Regno                                                      | Regno            | Matrimoni                                                                                                   | Data di morte                                   | Note                                             |
| Nome                     | Ritratto | Data di nascita | Inizio                                                     | Fine             | Matrimoni                                                                                                   | Data di morte                                   | Note                                             |
| ------------------------ | -------- | --------------- | ---------------------------------------------------------- | ---------------- | --- | ----------------------------------------------- | ------------------------------------------------ |
| Alfredo il Grande        |          | 849             | 23 aprile 871 re della Mercia dall'866 circa re del Wessex | 26 ottobre 899   | Ealhswith tre figlie e due figli                                                                            | Winchester, 26 ottobre 899                      | figlio di Etelvulfo del Wessex e di Osburga      |
| Edoardo il Vecchio       |          | 871 circa       | 26 ottobre 899                                             | 17 luglio 924    | (1) Ecgwynn un figlio e una figlia (2) Elfleda sei figlie e due figli Edgiva di Kent due figli e due figlie | 17 luglio 924                                   | figlio di Alfredo il Grande e di Ealhswith       |
| Ethelweard (contestato)  |          | 902 circa       | 17 luglio 924                                              | 2 agosto 924     | | 2 agosto 924                                    | secondogenito di Edoardo il Vecchio e di Elfleda |
| Atelstano                |          | 895 circa       | 2 agosto 924                                               | 27 ottobre 939   | - | 27 ottobre 939                                  | primogenito di Edoardo il Vecchio e di Ecgwynn   |
| Edmondo I                |          | 921 circa       | 28 ottobre 939                                             | 26 maggio 946    | (1) Elgiva di Shaftesbury due figli (2) Etelfleda di Damerham nessun figlio                                 |                                                 | figlio di Edoardo il Vecchio e di Edgiva di Kent |
| Edredo                   |          | 923 circa       | 27 maggio 946                                              | 23 novembre 955  | - |                                                 | figlio di Edoardo il Vecchio e di Edgiva di Kent |
| Eadwig                   |          | 940 circa       | 24 novembre 955                                            | 1º ottobre 959   | Elgiva nessun figlio                                                                                        |                                                 | figlio di Edmondo I e di Elgiva                  |
| Edgardo I il Pacifico    |          | 943 circa       | 2 ottobre 959                                              | 8 luglio 975     | (1) Etelfleda un figlio (2) Elfrida due figli                                                               |                                                 | figlio di Edmondo I e di Elgiva                  |
| Edoardo il Martire       |          | 962 circa       | 9 luglio 975                                               | 18 marzo 978     | - |                                                 | figlio di Edgardo e di Etelfleda                 |
| Etelredo lo Sconsigliato |          | 968 circa       | 19 marzo 978                                               | 23 aprile 1016   | (1) Ælfgifu di York sei figli e quattro figlie (2) Emma di Normandia due figli e una figlia                 | in fuga dal 25 dicembre 1013 al 3 febbraio 1014 | figlio di Edgardo e di Elfrida                   |
| Edmondo II Fiancodiferro |          | 990 circa       | 24 aprile 1016                                             | 30 novembre 1016 | Ældgyth due figli                                                                                           |                                                 | figlio di Etelredo e di Ælfgifu                  |

Nel 1013, a seguito di un'invasione danese, Etelredo lo Sconsigliato si era rifugiato in Normandia, mentre l'Inghilterra veniva occupata dalle truppe del re di Danimarca Sweyn I, che però dopo solo cinque settimane morì a Gainsborough. Di conseguenza Etelredo rientrò dal suo esilio e riprese possesso del trono inglese. Due anni dopo la lotta riprese fra i rispettivi figli. A seguito della battaglia di Ashingdon del 18 ottobre 1016, Edmondo II dovette firmare un trattato di pace con il re danese Canuto I, cedendogli tutta l'Inghilterra tranne il Wessex. La prematura morte di Edmondo, avvenuta poco più di un mese dopo la firma del trattato, rese Canuto sovrano dell'intera nazione.

## Danesi (1016-1042)

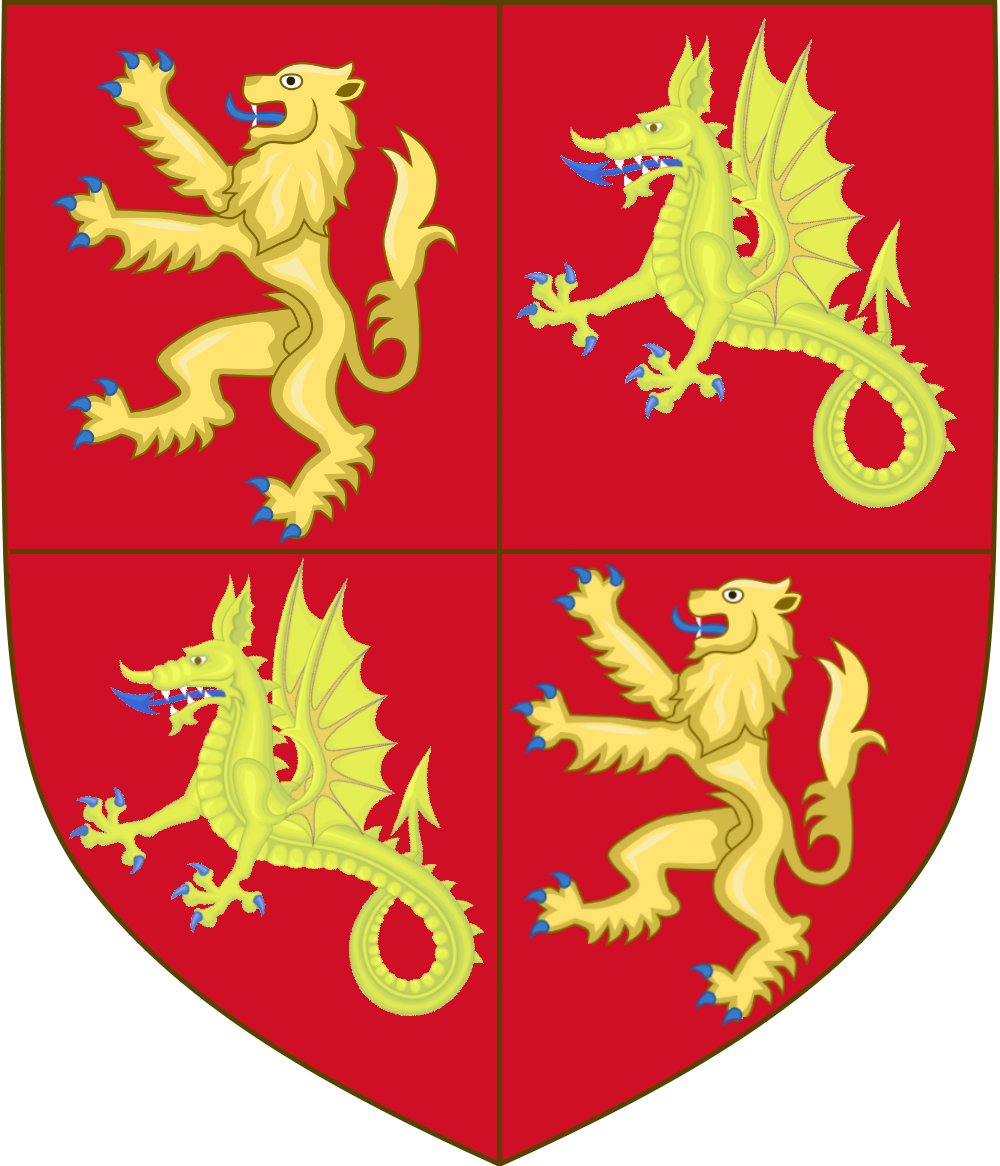

Come sovrano d'Inghilterra Canuto I unì le istituzioni danesi ed inglesi, assicurando all'Inghilterra un periodo di relativa pace e prosperità economica dopo i precedenti decenni di disordini. Nel 1017 divise l'isola in quattro grandi contee ed istituì il sistema delle signorie che fu alla base della società inglese per i secoli successivi. La sua seconda moglie, Emma di Normandia, era direttamente imparentata con Guglielmo il Conquistatore.
| Nome                    | Ritratto | Data di nascita | Regno            | Regno            | Matrimoni                                                                         | Note                          |
| Nome                    | Ritratto | Data di nascita | Inizio           | Fine             | Matrimoni                                                                         | Note                          |
| ----------------------- | -------- | --------------- | ---------------- | ---------------- | --------------------------------------------------------------------------------- | ----------------------------- |
| Canuto I il Grande      |          | 995 circa       | 30 novembre 1016 | 12 novembre 1035 | (1) Ælfgifu di Northampton due figli (2) Emma di Normandia un figlio e una figlia | figlio di Sweyn               |
| Aroldo I Piede di Lepre |          | 1016/7          | 13 novembre 1035 | 17 marzo 1040    | -                                                                                 | figlio di Canuto e di Ælfgifu |
| Canuto II l'Ardito      |          | 1018            | 17 marzo 1040    | 8 giugno 1042    | -                                                                                 | figlio di Canuto ed Emma      |

Con la morte di Canuto II la casata di Wessex tornò a sedersi sul trono inglese.

## Anglosassoni (1042-1066)
| Nome                             | Ritratto | Data di nascita | Regno           | Regno                      | Matrimoni                                                               | Note |
| Nome                             | Ritratto | Data di nascita | Inizio          | Fine                       | Matrimoni                                                               | Note |
| -------------------------------- | -------- | --------------- | --------------- | -------------------------- | ----------------------------------------------------------------------- | --- |
| Edoardo (III) il Confessore      |          | 1002 circa      | 9 giugno 1042   | 5 gennaio 1066             | Edith del Wessex nessun figlio                                          | figlio di Etelredo II ed Emma |
| Aroldo II                        |          | 1022 circa      | 6 gennaio 1066  | 14 ottobre 1066            | (1) Edith la Fiera tre figli e due figlie (2) Edith di Mercia due figli | figlio del conte Godwin del Wessex e cognato di Edoardo; si fece incoronare re con l'appoggio del Witenagemot (consiglio dei saggi) e contro le ultime volontà di Edoardo, che aveva destinato il trono al duca Guglielmo |
| Edgardo II Atheling (contestato) |          | 1053 circa      | 15 ottobre 1066 | 17 dicembre 1066 (deposto) | -                                                                       | figlio di Edoardo l'esiliato e nipote di Edmondo II; proclamato re, ma mai incoronato; morì forse nel 1126 |

Nel 1066, Guglielmo II, duca di Normandia, vassallo del re di Francia e cugino di Edoardo il Confessore contestò la salita al trono di Aroldo II e, facendosi forza dei legami di parentela con il defunto re, invase l'Inghilterra in quella che è nota come la Conquista normanna dell'Inghilterra. Guglielmo sconfisse l'esercito anglosassone il 14 ottobre 1066, nella famosa Battaglia di Hastings, dove perse la vita lo stesso Aroldo II. Dopo aver neutralizzato ogni resistenza (comprese le pretese di Edgardo Atheling, proclamato re ma mai incoronato), il 25 dicembre 1066 Guglielmo venne incoronato re Guglielmo I d'Inghilterra nell'Abbazia di Westminster.

## Normanni (1066-1135)

La conquista normanna fu un evento epocale per la storia inglese, perché gli eventi messi in moto dall'arrivo dei normanni porteranno alla nascita di una delle più potenti monarchie europee e di uno dei sistemi di governo più evoluti dell'Europa occidentale. La conquista normanna portò con sé anche cambiamenti linguistici e culturali e gettò le basi per la lunghissima ostilità anglo-francese che durerà fino all'Entente cordiale del 1904.

Per i duchi di Normandia predecessori di Guglielmo vedi: Ducato di Normandia
| Nome                               | Ritratto | Data di nascita | Regno            | Regno                      | Matrimoni                                                                         | Note |
| Nome                               | Ritratto | Data di nascita | Inizio           | Fine                       | Matrimoni                                                                         | Note |
| ---------------------------------- | -------- | --------------- | ---------------- | -------------------------- | --------------------------------------------------------------------------------- | --- |
| Guglielmo I il Conquistatore       |          | 1028 circa      | 25 dicembre 1066 | 9 settembre 1087           | Matilde delle Fiandre quattro figli e cinque o sei figlie                         | già duca di Normandia, figlio illegittimo di Roberto il Magnifico |
| Guglielmo II il Rosso              |          | 1058 circa      | 9 settembre 1087 | 2 agosto 1100              | -                                                                                 | terzo figlio maschio di Guglielmo, designato alla successione al posto del fratello maggiore Roberto |
| Enrico I il Chierico               |          | 1068 circa      | 2 agosto 1100    | 1º dicembre 1135           | (1) Matilde di Scozia un figlio e una figlia (2) Adeliza di Lovanio nessun figlio | ultimogenito di Guglielmo I; riuscì a diventare re approfittando dell'assenza e dell'impopolarità del fratello Roberto |
| Matilde l'Imperatrice (contestata) |          | 7 febbraio 1102 | 7 aprile 1141    | 1º novembre 1141 (deposta) | (1) Enrico V di Franconia nessun figlio (2) Goffredo V d'Angiò tre figli          | figlia primogenita di Enrico I; contese il trono a Stefano di Blois, nel 1141 lo catturò e fu sovrana per pochi mesi con il titolo di Signora degli Inglesi, prima di essere costretta alla fuga; morì il 10 settembre 1167 |

## Blois (1135-1154)

Stefano, conte di Blois era nipote di re Enrico I e fu uno dei primi nobili a giurare fedeltà alla cugina Matilde come erede al trono inglese. Alla morte di Enrico I, Stefano ruppe il giuramento precedentemente fatto, sbarcò in Inghilterra e impose la propria candidatura come sovrano. Il giorno di Natale del 1135 venne solennemente incoronato nell'abbazia di Westminster. Seguì un periodo noto come Anarchia, caratterizzato da 19 anni di guerra civile tra i sostenitori di Stefano e quelli di Matilde.
| Nome    | Ritratto | Data di nascita | Regno            | Regno           | Matrimoni                                  | Note |
| Nome    | Ritratto | Data di nascita | Inizio           | Fine            | Matrimoni                                  | Note |
| ------- | -------- | --------------- | ---------------- | --------------- | ------------------------------------------ | --- |
| Stefano |          | 1096 circa      | 22 dicembre 1135 | 25 ottobre 1154 | Matilde di Boulogne tre figli e due figlie | figlio di Stefano II di Blois e di Adele, figlia di Guglielmo il Conquistatore; il suo regno fu caratterizzato da una guerra civile contro la legittima erede di Enrico, Matilde, e poi contro suo figlio Enrico II, che si protrasse fin quasi alla sua morte |

## Plantageneti (1154-1485)

### Plantageneti - Angioini (1154-1216)
Nel 1153 morì il principe Eustachio, figlio primogenito ed erede di Stefano. Il re, che circa un anno prima aveva anche perso la moglie Matilde, rinunciò a continuare la lotta per conto del secondo figlio, Guglielmo. Così decise di riconoscere come proprio successore il figlio dell'imperatrice Matilde, Enrico FitzEmpress, che alla sua morte, come concordato, gli succedette sul trono d'Inghilterra.
| Nome                        | Ritratto | Data di nascita  | Regno           | Regno                       | Matrimoni                                                                                            | Note |
| Nome                        | Ritratto | Data di nascita  | Inizio          | Fine                        | Matrimoni                                                                                            | Note |
| --------------------------- | -------- | ---------------- | --------------- | --------------------------- | --- | --- |
| Enrico II Mantello Corto    |          | 5 marzo 1133     | 25 ottobre 1154 | 6 luglio 1189               | Eleonora d'Aquitania cinque figli e tre figlie                                                       | figlio del conte d'Angiò Goffredo il Bello e di Matilde |
| Enrico il Giovane           |          | 28 febbraio 1155 | 14 giugno 1170  | 11 giugno 1183              | Margherita di Francia un figlio                                                                      | figlio di Enrico II ed Eleonora, regnò insieme con il padre |
| Riccardo I Cuor di Leone    |          | 8 settembre 1157 | luglio 1189     | 6 aprile 1199               | Berengaria di Navarra nessun figlio                                                                  | figlio di Enrico II ed Eleonora |
| Giovanni Senza Terra        |          | 24 dicembre 1166 | 6 aprile 1199   | 19 ottobre 1216             | (1) Isabella di Gloucester nessun figlio (annullato) (2) Isabella d'Angoulême due figli e tre figlie | figlio di Enrico II ed Eleonora; già Signore d'Irlanda dal 1185, titolo assegnatogli dal padre; fu costretto dalla rivolta dei baroni a firmare la Magna Carta |
| Luigi il Leone (contestato) |          | 5 settembre 1187 | 21 maggio 1216  | 20 settembre 1217 (deposto) | Bianca di Castiglia dieci figli e tre figlie                                                         | Capetingio, figlio di Filippo Augusto |

### Plantageneti (1216-1399)
Alla morte di Giovanni Senza Terra crollò anche il cosiddetto Impero angioino e la dinastia dei Plantageneti perse la connotazione di dinastia francese assumendo una natura ed una caratterizzazione molto più inglese.
| Nome                           | Ritratto | Data di nascita  | Regno            | Regno                       | Matrimoni                                                                                               | Note |
| Nome                           | Ritratto | Data di nascita  | Inizio           | Fine                        | Matrimoni                                                                                               | Note |
| ------------------------------ | -------- | ---------------- | ---------------- | --------------------------- | --- | --- |
| Enrico III                     |          | 1º ottobre 1207  | 19 ottobre 1216  | 16 novembre 1272            | Eleonora di Provenza due figli e tre figlie                                                             | primogenito di Giovanni |
| Edoardo I Martello degli Scoti |          | 17 giugno 1239   | 16 novembre 1272 | 7 luglio 1307               | (1) Eleonora di Castiglia cinque figli e undici figlie (2) Margherita di Francia due figli e una figlia | primogenito di Enrico; conquistò il Galles |
| Edoardo II                     |          | 25 aprile 1284   | 7 luglio 1307    | 20 gennaio 1327 (deposto)   | Isabella di Francia due figli e due figlie                                                              | figlio di Edoardo ed Eleonora; fu deposto da un intrigo orchestrato dalla regina Isabella, dall'amante di lei e dal parlamento; morì il 21 settembre 1327 |
| Edoardo III                    |          | 13 novembre 1312 | 1º febbraio 1327 | 21 giugno 1377              | Filippa di Hainault otto figli e sei figlie                                                             | primogenito di Edoardo II; rivendicò il trono francese, dando inizio alla Guerra dei cent'anni il 1º novembre 1337                                        |
| Riccardo II                    |          | 6 gennaio 1367   | 21 giugno 1377   | 29 settembre 1399 (deposto) | (1) Anna di Boemia nessun figlio (2) Isabella di Valois nessun figlio                                   | figlio di Edoardo il Principe Nero, primogenito di Edoardo III; morì il 14 febbraio 1400                                                                  |

### Plantageneti - Lancaster (1399-1461)

Il ramo plantageneto dei Lancaster raggiunse il trono con Enrico di Bolingbroke: Riccardo II, sovrano dal carattere dispotico e maniacale, fu vittima delle trame del cugino Enrico, anch'egli nipote di Edoardo III, il quale sobillò il popolo facendo arrestare il legittimo re, succedendogli al trono e probabilmente facendolo assassinare un anno dopo. Con Riccardo II ha termine il ramo principale dei Plantageneti. Enrico IV fu il primo sovrano a giurare in lingua inglese dai tempi della conquista normanna.
| Nome      | Ritratto | Data di nascita   | Regno             | Regno                  | Matrimoni                                                                           | Note                                                                                     |
| Nome      | Ritratto | Data di nascita   | Inizio            | Fine                   | Matrimoni                                                                           | Note                                                                                     |
| --------- | -------- | ----------------- | ----------------- | ---------------------- | ----------------------------------------------------------------------------------- | ---------------------------------------------------------------------------------------- |
| Enrico IV |          | 3 aprile 1367     | 30 settembre 1399 | 20 marzo 1413          | (1) Maria di Bohun quattro figli e due figlie (2) Giovanna di Navarra nessun figlio | figlio di Giovanni Plantageneto, I duca di Lancaster, e nipote di Edoardo III            |
| Enrico V  |          | 16 settembre 1387 | 21 marzo 1413     | 31 agosto 1422         | Caterina di Valois un figlio                                                        | primogenito di Enrico IV                                                                 |
| Enrico VI |          | 6 dicembre 1421   | 31 agosto 1422    | 4 marzo 1461 (deposto) | Margherita d'Angiò un figlio                                                        | figlio di Enrico V; fu anche re di Francia (1422-1453), contendendo il trono a Carlo VII |

Enrico VI diede via via gravi segni di pazzia, dando spazio così alle trame dei nobili a lui ostili. Ne approfittò il duca di York, Edoardo Plantageneto, che lo fece deporre ed esiliare nel 1461, sottraendogli il trono.

### Plantageneti - York (1461-1470)

Il ramo plantageneto degli York arrivò al trono nel 1461 esiliando il sovrano Lancaster, Enrico VI, e scatenando così la Guerra delle Due Rose che durò fino al 1485. In quasi trent'anni di guerra civile, il trono passò alternativamente dagli York ai Lancaster.
| Nome       | Ritratto | Data di nascita | Regno        | Regno                    | Matrimoni                                     | Note                                                                     |
| Nome       | Ritratto | Data di nascita | Inizio       | Fine                     | Matrimoni                                     | Note                                                                     |
| ---------- | -------- | --------------- | ------------ | ------------------------ | --------------------------------------------- | ------------------------------------------------------------------------ |
| Edoardo IV |          | 28 aprile 1442  | 4 marzo 1461 | 2 ottobre 1470 (deposto) | Elisabetta Woodville tre figli e sette figlie | figlio di Riccardo Plantageneto e discendente di IV grado di Edoardo III |

### Plantageneti - Lancaster (1470-1471)
| Nome      | Ritratto | Data di nascita | Regno           | Regno                    | Matrimoni                    | Note |
| Nome      | Ritratto | Data di nascita | Inizio          | Fine                     | Matrimoni                    | Note |
| --------- | -------- | --------------- | --------------- | ------------------------ | ---------------------------- | --- |
| Enrico VI |          | 6 dicembre 1421 | 30 ottobre 1470 | 11 aprile 1471 (deposto) | Margherita d'Angiò un figlio | fu liberato dalla prigionia e reinsediato sul trono, ma per poco tempo; fu nuovamente rinchiuso nella Torre di Londra e fu assassinato il 21 maggio 1471 |

### Plantageneti - York (1471-1485)
| Nome         | Ritratto | Data di nascita | Regno          | Regno                    | Matrimoni                                     | Note |
| Nome         | Ritratto | Data di nascita | Inizio         | Fine                     | Matrimoni                                     | Note |
| ------------ | -------- | --------------- | -------------- | ------------------------ | --------------------------------------------- | --- |
| Edoardo IV   |          | 28 aprile 1442  | 11 aprile 1471 | 9 aprile 1483            | Elisabetta Woodville tre figli e sette figlie | reinsediato |
| Edoardo V    |          | 4 novembre 1470 | 9 aprile 1483  | 22 giugno 1483 (deposto) | -                                             | primo figlio maschio di Edoardo IV, fu alloggiato nella Torre di Londra, insieme con il fratello. La loro sorte è incerta. |
| Riccardo III |          | 2 ottobre 1452  | 22 giugno 1483 | 22 agosto 1485           | Anna Neville un figlio                        | fratello di Edoardo IV |

Riccardo III, che era succeduto a suo nipote Edoardo V, fu ucciso nella battaglia di Bosworth da Enrico Tudor, che gli succedette sul trono.

## Tudor (1485-1603)

Enrico VII fu il capostipite della dinastia Tudor. I Tudor diedero il via al periodo assolutista della monarchia inglese, in cui il potere venne comunque esercitato nel rispetto formale delle prerogative del Parlamento.
| Nome                   | Ritratto | Data di nascita  | Regno            | Regno                    | Matrimoni | Note |
| Nome                   | Ritratto | Data di nascita  | Inizio           | Fine                     | Matrimoni | Note |
| ---------------------- | -------- | ---------------- | ---------------- | ------------------------ | --- | --- |
| Enrico VII             |          | 28 gennaio 1457  | 22 agosto 1485   | 21 aprile 1509           | Elisabetta di York tre figli e quattro figlie | discendente per parte materna da Giovanni Plantageneto |
| Enrico VIII            |          | 28 giugno 1491   | 21 aprile 1509   | 28 gennaio 1547          | (1) Caterina d'Aragona due figli e una figlia (2) Anna Bolena una figlia (3) Jane Seymour un figlio (4) Anna di Clèves nessun figlio (5) Caterina Howard nessun figlio (6) Caterina Parr nessun figlio | secondo figlio maschio di Enrico VII; Re d'Irlanda dal 1541 |
| Edoardo VI             |          | 12 ottobre 1537  | 28 gennaio 1547  | 6 luglio 1553            | - | figlio di Enrico VIII e Jane Seymour; Re d'Irlanda |
| Jane Grey (contestata) |          | ottobre 1537     | 6 luglio 1553    | 19 luglio 1553 (deposta) | Guilford Dudley nessun figlio | detta la Regina dei Nove Giorni; fu posta sul trono grazie agli intrighi di John Dudley, padre di suo marito; fu deposta e morì decapitata il 12 febbraio 1554 |
| Maria I                |          | 18 febbraio 1516 | 19 luglio 1553   | 17 novembre 1558         | Filippo II di Spagna nessun figlio | unica figlia sopravvissuta di Enrico VIII e Caterina d'Aragona; Regina d'Irlanda                                                                               |
| Filippo                |          | 21 maggio 1527   | 25 luglio 1554   | 17 novembre 1558         | (2) Maria I d'Inghilterra nessun figlio | Asburgo; coregnante di Maria; Re di Spagna (1556-1598) |
| Elisabetta I           |          | 7 settembre 1533 | 17 novembre 1558 | 24 marzo 1603            | - | figlia di Enrico VIII e Anna Bolena; detta la Regina Vergine; Regina d'Irlanda                                                                                 |

## Stuart (1603-1649)

Alla morte di Elisabetta, la famiglia Tudor si estinse e il trono passò ai cugini Stuart, discendenti della zia di Elisabetta, la regina di Scozia Margherita Tudor, unendo per sempre le due corone britanniche (formalmente nel 1707).
| Nome      | Ritratto | Data di nascita  | Regno         | Regno           | Matrimoni                                                 | Note                                                                                  |
| Nome      | Ritratto | Data di nascita  | Inizio        | Fine            | Matrimoni                                                 | Note                                                                                  |
| --------- | -------- | ---------------- | ------------- | --------------- | --------------------------------------------------------- | ------------------------------------------------------------------------------------- |
| Giacomo I |          | 19 giugno 1566   | 24 marzo 1603 | 27 marzo 1625   | Anna di Danimarca tre figli e quattro figlie              | discendente di Margherita Tudor; già Re di Scozia dal 1567 (Giacomo VI); Re d'Irlanda |
| Carlo I   |          | 19 novembre 1600 | 27 marzo 1625 | 30 gennaio 1649 | Enrichetta Maria di Francia quattro figli e cinque figlie | figlio di Giacomo I; Re di Scozia e d'Irlanda                                         |

Le tensioni religiose destabilizzarono il regno di Carlo, fino a sfociare nella Rivoluzione inglese, che comportò l'arresto e la decapitazione del re, e la proclamazione della repubblica.

## Commonwealth of England (1649-1660)

A seguito della decapitazione di Carlo I e della proclamazione della repubblica l'Inghilterra fu inizialmente governata da un organo chiamato Consiglio di Stato. Nel 1653 Oliver Cromwell dissolse il consiglio di stato con l'appoggio dell'esercito e, il 16 dicembre dello stesso anno, assunse la carica a vita ed ereditaria di Lord Protettore del Commonwealth di Inghilterra, Scozia ed Irlanda. Alla sua morte la carica passò al figlio Richard Cromwell.
| Nome             | Ritratto | Data di nascita | Regno            | Regno                               | Matrimoni                                         | Note                                                                         |
| Nome             | Ritratto | Data di nascita | Inizio           | Fine                                | Matrimoni                                         | Note                                                                         |
| ---------------- | -------- | --------------- | ---------------- | ----------------------------------- | ------------------------------------------------- | ---------------------------------------------------------------------------- |
| Oliver Cromwell  |          | 25 aprile 1599  | 16 dicembre 1653 | 3 settembre 1658                    | Elizabeth Bourchier cinque figli e quattro figlie | Lord Protettore                                                              |
| Richard Cromwell |          | 4 ottobre 1626  | 3 settembre 1658 | 25 maggio 1659 (rinunciò al titolo) | Dorothy Maijor due figli e sette figlie           | Lord Protettore; figlio di Oliver Cromwell; deposto, morì il 12 luglio 1712. |

## Stuart (1660-1714)

L'esperienza repubblicana, presto evoluta in forme para-monarchiche, non sopravvisse alla morte di Cromwell, e gli Stuart furono richiamati sul trono, seppur nel quadro di un deciso rafforzamento del Parlamento.
| Nome          | Ritratto       | Data di nascita | Regno            | Regno                               | Matrimoni                                                                                        | Note |
| Nome          | Ritratto       | Data di nascita | Inizio           | Fine                                | Matrimoni                                                                                        | Note |
| ------------- | -------------- | --------------- | ---------------- | ----------------------------------- | ------------------------------------------------------------------------------------------------ | --- |
| Carlo II      |                | 29 maggio 1630  | 29 maggio 1660   | 6 febbraio 1685                     | Caterina di Braganza nessun figlio                                                               | figlio di Carlo I; Re di Scozia e d'Irlanda |
| Giacomo II    |                | 14 ottobre 1633 | 6 febbraio 1685  | 11 dicembre 1688 (deposto)          | (1) Anna Hyde quattro figli e quattro figlie (2) Maria Beatrice d'Este due figli e cinque figlie | figlio di Carlo I; Re di Scozia (Giacomo VII) e d'Irlanda; deposto, morì in esilio il 16 settembre 1701 |
| Maria II      |                | 30 aprile 1662  | 13 febbraio 1689 | 28 dicembre 1694                    | Guglielmo III d'Inghilterra nessun figlio                                                        | figlia di Giacomo II e di Anna Hyde; erede protestante della Dinastia Stuart; Regina di Scozia e d'Irlanda |
| Guglielmo III |                | 4 novembre 1650 | 13 febbraio 1689 | 19 marzo 1702                       | Maria II d'Inghilterra nessun figlio                                                             | Casato d'Orange-Nassau; figlio di Maria Enrichetta Stuart, e quindi nipote di Carlo I, fino al 1694 regnò con la consorte Maria II; Statolder d'Olanda, Zelanda, Utrecht, Gheldria e Overijssel Re di Scozia e d'Irlanda |
| Anna          |                | 6 febbraio 1665 | 19 marzo 1702    | 1º maggio 1707                      | Giorgio di Danimarca due figli e tre figlie                                                      | figlia protestante di Giacomo II e di Anna Hyde; Regina di Scozia e d'Irlanda |
| Anna          | 1º maggio 1707 | 6 febbraio 1665 | 12 agosto 1714   | Regina di Gran Bretagna e d'Irlanda | Giorgio di Danimarca due figli e tre figlie                                                      | |

## Hannover (1714-1901)

Per prevenire la salita al trono di pretendenti cattolici della precedente dinastia, con l'Act of Settlement il Parlamento offrì la corona ai principi tedeschi dell'Hannover, in quanto discendenti diretti di Elisabetta Stuart, figlia di Giacomo I.
| Nome         | Ritratto        | Data di nascita  | Regno           | Regno                                                              | Matrimoni                                                       | Note                                                    |
| Nome         | Ritratto        | Data di nascita  | Inizio          | Fine                                                               | Matrimoni                                                       | Note                                                    |
| ------------ | --------------- | ---------------- | --------------- | ------------------------------------------------------------------ | --------------------------------------------------------------- | ------------------------------------------------------- |
| Giorgio I    |                 | 28 maggio 1660   | 12 agosto 1714  | 22 giugno 1727                                                     | Sofia Dorotea di Celle un figlio e una figlia                   | Elettore di Hannover Re d'Irlanda                       |
| Giorgio II   |                 | 10 novembre 1683 | 22 giugno 1727  | 25 ottobre 1760                                                    | Carolina di Brandeburgo-Ansbach tre figli e cinque figlie       | figlio di Giorgio I; Elettore di Hannover Re d'Irlanda  |
| Giorgio III  |                 | 4 giugno 1738    | 25 ottobre 1760 | 1º gennaio 1801                                                    | Carlotta di Meclemburgo-Strelitz nove figli e sei figlie        | nipote di Giorgio II; Elettore di Hannover Re d'Irlanda |
| Giorgio III  | 1º gennaio 1801 | 4 giugno 1738    | 29 gennaio 1820 | Elettore e, dal 1814, Re di Hannover Re di Gran Bretagna e Irlanda | Carlotta di Meclemburgo-Strelitz nove figli e sei figlie        |                                                         |
| Giorgio IV   |                 | 12 agosto 1762   | 29 gennaio 1820 | 26 giugno 1830                                                     | Carolina di Brunswick una figlia                                | figlio di Giorgio III; Re di Hannover                   |
| Guglielmo IV |                 | 21 agosto 1765   | 26 giugno 1830  | 20 giugno 1837                                                     | Adelaide di Sassonia-Meiningen due figlie                       | figlio di Giorgio III; Re di Hannover                   |
| Vittoria     |                 | 24 maggio 1819   | 20 giugno 1837  | 22 gennaio 1901                                                    | Alberto di Sassonia-Coburgo-Gotha quattro figli e cinque figlie | nipote di Giorgio III; Imperatrice d'India              |

## Sassonia-Coburgo-Gotha (1901-1917)

Il matrimonio di Vittoria con il Principe Alberto di Sassonia-Coburgo-Gotha portò al trono una nuova dinastia.
| Nome        | Ritratto | Data di nascita | Regno           | Regno          | Matrimoni                                      | Note                                                                                      |
| Nome        | Ritratto | Data di nascita | Inizio          | Fine           | Matrimoni                                      | Note                                                                                      |
| ----------- | -------- | --------------- | --------------- | -------------- | ---------------------------------------------- | ----------------------------------------------------------------------------------------- |
| Edoardo VII |          | 9 novembre 1841 | 22 gennaio 1901 | 6 maggio 1910  | Alessandra di Danimarca tre figli e tre figlie | figlio della regina Vittoria; Re dei Dominion Britannici d'oltremare e Imperatore d'India |
| Giorgio V   |          | 3 giugno 1865   | 6 maggio 1910   | 17 luglio 1917 | Maria di Teck cinque figli e una figlia        | figlio di Edoardo VII; Re dei Dominion Britannici d'Oltremare e Imperatore d'India        |

## Windsor (1917-oggi)

A causa dei forti sentimenti antitedeschi della popolazione britannica, il 17 luglio 1917, in piena Prima guerra mondiale, re Giorgio V emise un editto reale con il quale cambiò il nome della casa regnante da Sassonia-Coburgo-Gotha in Windsor.
| Nome          | Ritratto        | Data di nascita  | Regno            | Regno                                  | Matrimoni                                                   | Note |
| Nome          | Ritratto        | Data di nascita  | Inizio           | Fine                                   | Matrimoni                                                   | Note |
| ------------- | --------------- | ---------------- | ---------------- | -------------------------------------- | ----------------------------------------------------------- | --- |
| Giorgio V     |                 | 3 giugno 1865    | 17 luglio 1917   | 1º gennaio 1927                        | Maria di Teck cinque figli e una figlia                     | figlio di Edoardo VII; Re dei Dominion Britannici d'Oltremare e Imperatore d'India                      |
| Giorgio V     | 1º gennaio 1927 | 3 giugno 1865    | 20 gennaio 1936  | Re di Gran Bretagna e Irlanda del Nord | Maria di Teck cinque figli e una figlia                     | |
| Edoardo VIII  |                 | 23 giugno 1894   | 20 gennaio 1936  | 11 dicembre 1936 (abdica)              | Wallis Simpson nessun figlio                                | figlio di Giorgio V; Re dei Dominion Britannici d'Oltremare e Imperatore d'India                        |
| Giorgio VI    |                 | 14 dicembre 1895 | 11 dicembre 1936 | 6 febbraio 1952                        | Elizabeth Bowes-Lyon due figlie                             | figlio di Giorgio V; Re dei Dominion Britannici d'Oltremare, Imperatore d'India e Capo del Commonwealth |
| Elisabetta II |                 | 21 aprile 1926   | 6 febbraio 1952  | 8 settembre 2022                       | Filippo di Edimburgo tre figli e una figlia                 | figlia di Giorgio VI; Capo del Commonwealth                                                             |
| Carlo III     |                 | 14 novembre 1948 | 8 settembre 2022 | regnante                               | (1) Diana Spencer due figli (2) Camilla Shand nessun figlio | figlio di Elisabetta II; Capo del Commonwealth                                                          |

## Linea di successione dei re d'Inghilterra
Viene riportato l'albero genealogico dei re d'Inghilterra, partendo dall'antenato più antico conosciuto.
L'ascendenza di Rollone (860-894) è piuttosto incerta e si basa su leggende e saghe, già dalla figura di Ragnvald, del quale si trova traccia ne La saga di Harald Harfager.
|                         |                         |                         |                         |                         |                         |                          |                          |                          |                          |                          |                          |                                       |                                       |                                       |                                       |                                       |                                       | Halfdan il Vecchio Incerto                              |                                                         |                                                         |                                                         |                                                         |                                                         |                               |                               |                               |                               |                               |                               |                                                 |                                                 |                                                 |                                                 |                                                 |                                                 |                        |                        |                        |                        |                        |                        |                                   |                                   |                                   |                                   |                                   |                                   |  |  |  |  |  |  |  |  |  |  |  |  |  |  |  |  |  |  |  |  |  |  |  |  |  |  |  |  |  |  |
|                         |                         |                         |                         |                         |                         |                          |                          |                          |                          |                          |                          |                                       |                                       |                                       |                                       |                                       |                                       |                                                         |                                                         |                                                         |                                                         |                                                         |                                                         |                               |                               |                               |                               |                               |                               |                                                 |                                                 |                                                 |                                                 |                                                 |                                                 |                        |                        |                        |                        |                        |                        |                                   |                                   |                                   |                                   |                                   |                                   |  |  |  |  |  |  |  |  |  |  |  |  |  |  |  |  |  |  |  |  |  |  |  |  |  |  |  |  |  |  |
|                         |                         |                         |                         |                         |                         |                          |                          |                          |                          |                          |                          |                                       |                                       |                                       |                                       |                                       |                                       | Ivar Halfdansson Incerto                                |                                                         |                                                         |                                                         |                                                         |                                                         |                               |                               |                               |                               |                               |                               |                                                 |                                                 |                                                 |                                                 |                                                 |                                                 |                        |                        |                        |                        |                        |                        |                                   |                                   |                                   |                                   |                                   |                                   |  |  |  |  |  |  |  |  |  |  |  |  |  |  |  |  |  |  |  |  |  |  |  |  |  |  |  |  |  |  |
|                         |                         |                         |                         |                         |                         |                          |                          |                          |                          |                          |                          |                                       |                                       |                                       |                                       |                                       |                                       |                                                         |                                                         |                                                         |                                                         |                                                         |                                                         |                               |                               |                               |                               |                               |                               |                                                 |                                                 |                                                 |                                                 |                                                 |                                                 |                        |                        |                        |                        |                        |                        |                                   |                                   |                                   |                                   |                                   |                                   |  |  |  |  |  |  |  |  |  |  |  |  |  |  |  |  |  |  |  |  |  |  |  |  |  |  |  |  |  |  |
|                         |                         |                         |                         |                         |                         |                          |                          |                          |                          |                          |                          |                                       |                                       |                                       |                                       |                                       |                                       | Eystein Ivarsson Incerto                                |                                                         |                                                         |                                                         |                                                         |                                                         |                               |                               |                               |                               |                               |                               |                                                 |                                                 |                                                 |                                                 |                                                 |                                                 |                        |                        |                        |                        |                        |                        |                                   |                                   |                                   |                                   |                                   |                                   |  |  |  |  |  |  |  |  |  |  |  |  |  |  |  |  |  |  |  |  |  |  |  |  |  |  |  |  |  |  |
|                         |                         |                         |                         |                         |                         |                          |                          |                          |                          |                          |                          |                                       |                                       |                                       |                                       |                                       |                                       |                                                         |                                                         |                                                         |                                                         |                                                         |                                                         |                               |                               |                               |                               |                               |                               |                                                 |                                                 |                                                 |                                                 |                                                 |                                                 |                        |                        |                        |                        |                        |                        |                                   |                                   |                                   |                                   |                                   |                                   |  |  |  |  |  |  |  |  |  |  |  |  |  |  |  |  |  |  |  |  |  |  |  |  |  |  |  |  |  |  |
|                         |                         |                         |                         |                         |                         |                          |                          |                          |                          |                          |                          |                                       |                                       |                                       |                                       |                                       |                                       | Ragnvald Incerto *840 †894                              |                                                         |                                                         |                                                         |                                                         |                                                         |                               |                               |                               |                               |                               |                               |                                                 |                                                 |                                                 |                                                 |                                                 |                                                 |                        |                        |                        |                        |                        |                        |                                   |                                   |                                   |                                   |                                   |                                   |  |  |  |  |  |  |  |  |  |  |  |  |  |  |  |  |  |  |  |  |  |  |  |  |  |  |  |  |  |  |
|                         |                         |                         |                         |                         |                         |                          |                          |                          |                          |                          |                          |                                       |                                       |                                       |                                       |                                       |                                       |                                                         |                                                         |                                                         |                                                         |                                                         |                                                         |                               |                               |                               |                               |                               |                               |                                                 |                                                 |                                                 |                                                 |                                                 |                                                 |                        |                        |                        |                        |                        |                        |                                   |                                   |                                   |                                   |                                   |                                   |  |  |  |  |  |  |  |  |  |  |  |  |  |  |  |  |  |  |  |  |  |  |  |  |  |  |  |  |  |  |
|                         |                         |                         |                         |                         |                         |                          |                          |                          |                          |                          |                          |                                       |                                       |                                       |                                       |                                       |                                       | Rollone *860 †932                                       |                                                         |                                                         |                                                         |                                                         |                                                         |                               |                               |                               |                               |                               |                               |                                                 |                                                 |                                                 |                                                 |                                                 |                                                 |                        |                        |                        |                        |                        |                        |                                   |                                   |                                   |                                   |                                   |                                   |  |  |  |  |  |  |  |  |  |  |  |  |  |  |  |  |  |  |  |  |  |  |  |  |  |  |  |  |  |  |
|                         |                         |                         |                         |                         |                         |                          |                          |                          |                          |                          |                          |                                       |                                       |                                       |                                       |                                       |                                       |                                                         |                                                         |                                                         |                                                         |                                                         |                                                         |                               |                               |                               |                               |                               |                               |                                                 |                                                 |                                                 |                                                 |                                                 |                                                 |                        |                        |                        |                        |                        |                        |                                   |                                   |                                   |                                   |                                   |                                   |  |  |  |  |  |  |  |  |  |  |  |  |  |  |  |  |  |  |  |  |  |  |  |  |  |  |  |  |  |  |
|                         |                         |                         |                         |                         |                         |                          |                          |                          |                          |                          |                          |                                       |                                       |                                       |                                       |                                       |                                       | Guglielmo I *905 †942                                   |                                                         |                                                         |                                                         |                                                         |                                                         |                               |                               |                               |                               |                               |                               |                                                 |                                                 |                                                 |                                                 |                                                 |                                                 |                        |                        |                        |                        |                        |                        |                                   |                                   |                                   |                                   |                                   |                                   |  |  |  |  |  |  |  |  |  |  |  |  |  |  |  |  |  |  |  |  |  |  |  |  |  |  |  |  |  |  |
|                         |                         |                         |                         |                         |                         |                          |                          |                          |                          |                          |                          |                                       |                                       |                                       |                                       |                                       |                                       |                                                         |                                                         |                                                         |                                                         |                                                         |                                                         |                               |                               |                               |                               |                               |                               |                                                 |                                                 |                                                 |                                                 |                                                 |                                                 |                        |                        |                        |                        |                        |                        |                                   |                                   |                                   |                                   |                                   |                                   |  |  |  |  |  |  |  |  |  |  |  |  |  |  |  |  |  |  |  |  |  |  |  |  |  |  |  |  |  |  |
|                         |                         |                         |                         |                         |                         |                          |                          |                          |                          |                          |                          |                                       |                                       |                                       |                                       |                                       |                                       | Riccardo I *933 †996                                    |                                                         |                                                         |                                                         |                                                         |                                                         |                               |                               |                               |                               |                               |                               |                                                 |                                                 |                                                 |                                                 |                                                 |                                                 |                        |                        |                        |                        |                        |                        |                                   |                                   |                                   |                                   |                                   |                                   |  |  |  |  |  |  |  |  |  |  |  |  |  |  |  |  |  |  |  |  |  |  |  |  |  |  |  |  |  |  |
|                         |                         |                         |                         |                         |                         |                          |                          |                          |                          |                          |                          |                                       |                                       |                                       |                                       |                                       |                                       |                                                         |                                                         |                                                         |                                                         |                                                         |                                                         |                               |                               |                               |                               |                               |                               |                                                 |                                                 |                                                 |                                                 |                                                 |                                                 |                        |                        |                        |                        |                        |                        |                                   |                                   |                                   |                                   |                                   |                                   |  |  |  |  |  |  |  |  |  |  |  |  |  |  |  |  |  |  |  |  |  |  |  |  |  |  |  |  |  |  |
|                         |                         |                         |                         |                         |                         |                          |                          |                          |                          |                          |                          |                                       |                                       |                                       |                                       |                                       |                                       | Riccardo II *? †1026                                    |                                                         |                                                         |                                                         |                                                         |                                                         |                               |                               |                               |                               |                               |                               |                                                 |                                                 |                                                 |                                                 |                                                 |                                                 |                        |                        |                        |                        |                        |                        |                                   |                                   |                                   |                                   |                                   |                                   |  |  |  |  |  |  |  |  |  |  |  |  |  |  |  |  |  |  |  |  |  |  |  |  |  |  |  |  |  |  |
|                         |                         |                         |                         |                         |                         |                          |                          |                          |                          |                          |                          |                                       |                                       |                                       |                                       |                                       |                                       |                                                         |                                                         |                                                         |                                                         |                                                         |                                                         |                               |                               |                               |                               |                               |                               |                                                 |                                                 |                                                 |                                                 |                                                 |                                                 |                        |                        |                        |                        |                        |                        |                                   |                                   |                                   |                                   |                                   |                                   |  |  |  |  |  |  |  |  |  |  |  |  |  |  |  |  |  |  |  |  |  |  |  |  |  |  |  |  |  |  |
|                         |                         |                         |                         |                         |                         |                          |                          |                          |                          |                          |                          |                                       |                                       |                                       |                                       |                                       |                                       | Roberto I *1002 †1035                                   |                                                         |                                                         |                                                         |                                                         |                                                         |                               |                               |                               |                               |                               |                               |                                                 |                                                 |                                                 |                                                 |                                                 |                                                 |                        |                        |                        |                        |                        |                        |                                   |                                   |                                   |                                   |                                   |                                   |  |  |  |  |  |  |  |  |  |  |  |  |  |  |  |  |  |  |  |  |  |  |  |  |  |  |  |  |  |  |
|                         |                         |                         |                         |                         |                         |                          |                          |                          |                          |                          |                          |                                       |                                       |                                       |                                       |                                       |                                       |                                                         |                                                         |                                                         |                                                         |                                                         |                                                         |                               |                               |                               |                               |                               |                               |                                                 |                                                 |                                                 |                                                 |                                                 |                                                 |                        |                        |                        |                        |                        |                        |                                   |                                   |                                   |                                   |                                   |                                   |  |  |  |  |  |  |  |  |  |  |  |  |  |  |  |  |  |  |  |  |  |  |  |  |  |  |  |  |  |  |
|                         |                         |                         |                         |                         |                         |                          |                          |                          |                          |                          |                          |                                       |                                       |                                       |                                       |                                       |                                       | GUGLIELMO I *1028 †1087                                 |                                                         |                                                         |                                                         |                                                         |                                                         |                               |                               |                               |                               |                               |                               |                                                 |                                                 |                                                 |                                                 |                                                 |                                                 |                        |                        |                        |                        |                        |                        |                                   |                                   |                                   |                                   |                                   |                                   |  |  |  |  |  |  |  |  |  |  |  |  |  |  |  |  |  |  |  |  |  |  |  |  |  |  |  |  |  |  |
|                         |                         |                         |                         |                         |                         |                          |                          |                          |                          |                          |                          |                                       |                                       |                                       |                                       |                                       |                                       |                                                         |                                                         |                                                         |                                                         |                                                         |                                                         |                               |                               |                               |                               |                               |                               |                                                 |                                                 |                                                 |                                                 |                                                 |                                                 |                        |                        |                        |                        |                        |                        |                                   |                                   |                                   |                                   |                                   |                                   |  |  |  |  |  |  |  |  |  |  |  |  |  |  |  |  |  |  |  |  |  |  |  |  |  |  |  |  |  |  |
|                         |                         |                         |                         |                         |                         |                          |                          |                          |                          |                          |                          |                                       |                                       |                                       |                                       |                                       |                                       |                                                         |                                                         |                                                         |                                                         |                                                         |                                                         |                               |                               |                               |                               |                               |                               |                                                 |                                                 |                                                 |                                                 |                                                 |                                                 |                        |                        |                        |                        |                        |                        |                                   |                                   |                                   |                                   |                                   |                                   |  |  |  |  |  |  |  |  |  |  |  |  |  |  |  |  |  |  |  |  |  |  |  |  |  |  |  |  |  |  |
|                         |                         |                         |                         |                         |                         | GUGLIELMO II *1056 †1100 | GUGLIELMO II *1056 †1100 | GUGLIELMO II *1056 †1100 | GUGLIELMO II *1056 †1100 | GUGLIELMO II *1056 †1100 | GUGLIELMO II *1056 †1100 | Adele *1062 †1137 Stefano II di Blois | Adele *1062 †1137 Stefano II di Blois | Adele *1062 †1137 Stefano II di Blois | Adele *1062 †1137 Stefano II di Blois | Adele *1062 †1137 Stefano II di Blois | Adele *1062 †1137 Stefano II di Blois | ENRICO I *1068 †1135                                    | ENRICO I *1068 †1135                                    | ENRICO I *1068 †1135                                    | ENRICO I *1068 †1135                                    | ENRICO I *1068 †1135                                    | ENRICO I *1068 †1135                                    |                               |                               |                               |                               |                               |                               |                                                 |                                                 |                                                 |                                                 |                                                 |                                                 |                        |                        |                        |                        |                        |                        |                                   |                                   |                                   |                                   |                                   |                                   |  |  |  |  |  |  |  |  |  |  |  |  |  |  |  |  |  |  |  |  |  |  |  |  |  |  |  |  |  |  |
|                         |                         |                         |                         |                         |                         | GUGLIELMO II *1056 †1100 | GUGLIELMO II *1056 †1100 | GUGLIELMO II *1056 †1100 | GUGLIELMO II *1056 †1100 | GUGLIELMO II *1056 †1100 | GUGLIELMO II *1056 †1100 | Adele *1062 †1137 Stefano II di Blois | Adele *1062 †1137 Stefano II di Blois | Adele *1062 †1137 Stefano II di Blois | Adele *1062 †1137 Stefano II di Blois | Adele *1062 †1137 Stefano II di Blois | Adele *1062 †1137 Stefano II di Blois | ENRICO I *1068 †1135                                    | ENRICO I *1068 †1135                                    | ENRICO I *1068 †1135                                    | ENRICO I *1068 †1135                                    | ENRICO I *1068 †1135                                    | ENRICO I *1068 †1135                                    |                               |                               |                               |                               |                               |                               |                                                 |                                                 |                                                 |                                                 |                                                 |                                                 |                        |                        |                        |                        |                        |                        |                                   |                                   |                                   |                                   |                                   |                                   |  |  |  |  |  |  |  |  |  |  |  |  |  |  |  |  |  |  |  |  |  |  |  |  |  |  |  |  |  |  |
|                         |                         |                         |                         |                         |                         |                          |                          |                          |                          |                          |                          | STEFANO *1095 †1154                   | STEFANO *1095 †1154                   | STEFANO *1095 †1154                   | STEFANO *1095 †1154                   | STEFANO *1095 †1154                   | STEFANO *1095 †1154                   | Matilde *1102 †1167 Goffredo V PLANTAGENETO             | Matilde *1102 †1167 Goffredo V PLANTAGENETO             | Matilde *1102 †1167 Goffredo V PLANTAGENETO             | Matilde *1102 †1167 Goffredo V PLANTAGENETO             | Matilde *1102 †1167 Goffredo V PLANTAGENETO             | Matilde *1102 †1167 Goffredo V PLANTAGENETO             |                               |                               |                               |                               |                               |                               |                                                 |                                                 |                                                 |                                                 |                                                 |                                                 |                        |                        |                        |                        |                        |                        |                                   |                                   |                                   |                                   |                                   |                                   |  |  |  |  |  |  |  |  |  |  |  |  |  |  |  |  |  |  |  |  |  |  |  |  |  |  |  |  |  |  |
|                         |                         |                         |                         |                         |                         |                          |                          |                          |                          |                          |                          | STEFANO *1095 †1154                   | STEFANO *1095 †1154                   | STEFANO *1095 †1154                   | STEFANO *1095 †1154                   | STEFANO *1095 †1154                   | STEFANO *1095 †1154                   | Matilde *1102 †1167 Goffredo V PLANTAGENETO             | Matilde *1102 †1167 Goffredo V PLANTAGENETO             | Matilde *1102 †1167 Goffredo V PLANTAGENETO             | Matilde *1102 †1167 Goffredo V PLANTAGENETO             | Matilde *1102 †1167 Goffredo V PLANTAGENETO             | Matilde *1102 †1167 Goffredo V PLANTAGENETO             |                               |                               |                               |                               |                               |                               |                                                 |                                                 |                                                 |                                                 |                                                 |                                                 |                        |                        |                        |                        |                        |                        |                                   |                                   |                                   |                                   |                                   |                                   |  |  |  |  |  |  |  |  |  |  |  |  |  |  |  |  |  |  |  |  |  |  |  |  |  |  |  |  |  |  |
|                         |                         |                         |                         |                         |                         |                          |                          |                          |                          |                          |                          |                                       |                                       |                                       |                                       |                                       |                                       | ENRICO II *1133 †1189                                   |                                                         |                                                         |                                                         |                                                         |                                                         |                               |                               |                               |                               |                               |                               |                                                 |                                                 |                                                 |                                                 |                                                 |                                                 |                        |                        |                        |                        |                        |                        |                                   |                                   |                                   |                                   |                                   |                                   |  |  |  |  |  |  |  |  |  |  |  |  |  |  |  |  |  |  |  |  |  |  |  |  |  |  |  |  |  |  |
|                         |                         |                         |                         |                         |                         |                          |                          |                          |                          |                          |                          |                                       |                                       |                                       |                                       |                                       |                                       |                                                         |                                                         |                                                         |                                                         |                                                         |                                                         |                               |                               |                               |                               |                               |                               |                                                 |                                                 |                                                 |                                                 |                                                 |                                                 |                        |                        |                        |                        |                        |                        |                                   |                                   |                                   |                                   |                                   |                                   |  |  |  |  |  |  |  |  |  |  |  |  |  |  |  |  |  |  |  |  |  |  |  |  |  |  |  |  |  |  |
|                         |                         |                         |                         |                         |                         |                          |                          |                          |                          |                          |                          |                                       |                                       |                                       |                                       |                                       |                                       |                                                         |                                                         |                                                         |                                                         |                                                         |                                                         |                               |                               |                               |                               |                               |                               |                                                 |                                                 |                                                 |                                                 |                                                 |                                                 |                        |                        |                        |                        |                        |                        |                                   |                                   |                                   |                                   |                                   |                                   |  |  |  |  |  |  |  |  |  |  |  |  |  |  |  |  |  |  |  |  |  |  |  |  |  |  |  |  |  |  |
|                         |                         |                         |                         |                         |                         |                          |                          |                          |                          |                          |                          | RICCARDO I *1157 †1199                | RICCARDO I *1157 †1199                | RICCARDO I *1157 †1199                | RICCARDO I *1157 †1199                | RICCARDO I *1157 †1199                | RICCARDO I *1157 †1199                | GIOVANNI *1166 †1216                                    | GIOVANNI *1166 †1216                                    | GIOVANNI *1166 †1216                                    | GIOVANNI *1166 †1216                                    | GIOVANNI *1166 †1216                                    | GIOVANNI *1166 †1216                                    |                               |                               |                               |                               |                               |                               |                                                 |                                                 |                                                 |                                                 |                                                 |                                                 |                        |                        |                        |                        |                        |                        |                                   |                                   |                                   |                                   |                                   |                                   |  |  |  |  |  |  |  |  |  |  |  |  |  |  |  |  |  |  |  |  |  |  |  |  |  |  |  |  |  |  |
|                         |                         |                         |                         |                         |                         |                          |                          |                          |                          |                          |                          | RICCARDO I *1157 †1199                | RICCARDO I *1157 †1199                | RICCARDO I *1157 †1199                | RICCARDO I *1157 †1199                | RICCARDO I *1157 †1199                | RICCARDO I *1157 †1199                | GIOVANNI *1166 †1216                                    | GIOVANNI *1166 †1216                                    | GIOVANNI *1166 †1216                                    | GIOVANNI *1166 †1216                                    | GIOVANNI *1166 †1216                                    | GIOVANNI *1166 †1216                                    |                               |                               |                               |                               |                               |                               |                                                 |                                                 |                                                 |                                                 |                                                 |                                                 |                        |                        |                        |                        |                        |                        |                                   |                                   |                                   |                                   |                                   |                                   |  |  |  |  |  |  |  |  |  |  |  |  |  |  |  |  |  |  |  |  |  |  |  |  |  |  |  |  |  |  |
|                         |                         |                         |                         |                         |                         |                          |                          |                          |                          |                          |                          |                                       |                                       |                                       |                                       |                                       |                                       | ENRICO III *1207 †1272                                  |                                                         |                                                         |                                                         |                                                         |                                                         |                               |                               |                               |                               |                               |                               |                                                 |                                                 |                                                 |                                                 |                                                 |                                                 |                        |                        |                        |                        |                        |                        |                                   |                                   |                                   |                                   |                                   |                                   |  |  |  |  |  |  |  |  |  |  |  |  |  |  |  |  |  |  |  |  |  |  |  |  |  |  |  |  |  |  |
|                         |                         |                         |                         |                         |                         |                          |                          |                          |                          |                          |                          |                                       |                                       |                                       |                                       |                                       |                                       |                                                         |                                                         |                                                         |                                                         |                                                         |                                                         |                               |                               |                               |                               |                               |                               |                                                 |                                                 |                                                 |                                                 |                                                 |                                                 |                        |                        |                        |                        |                        |                        |                                   |                                   |                                   |                                   |                                   |                                   |  |  |  |  |  |  |  |  |  |  |  |  |  |  |  |  |  |  |  |  |  |  |  |  |  |  |  |  |  |  |
|                         |                         |                         |                         |                         |                         |                          |                          |                          |                          |                          |                          |                                       |                                       |                                       |                                       |                                       |                                       | EDOARDO I *1239 †1307                                   |                                                         |                                                         |                                                         |                                                         |                                                         |                               |                               |                               |                               |                               |                               |                                                 |                                                 |                                                 |                                                 |                                                 |                                                 |                        |                        |                        |                        |                        |                        |                                   |                                   |                                   |                                   |                                   |                                   |  |  |  |  |  |  |  |  |  |  |  |  |  |  |  |  |  |  |  |  |  |  |  |  |  |  |  |  |  |  |
|                         |                         |                         |                         |                         |                         |                          |                          |                          |                          |                          |                          |                                       |                                       |                                       |                                       |                                       |                                       |                                                         |                                                         |                                                         |                                                         |                                                         |                                                         |                               |                               |                               |                               |                               |                               |                                                 |                                                 |                                                 |                                                 |                                                 |                                                 |                        |                        |                        |                        |                        |                        |                                   |                                   |                                   |                                   |                                   |                                   |  |  |  |  |  |  |  |  |  |  |  |  |  |  |  |  |  |  |  |  |  |  |  |  |  |  |  |  |  |  |
|                         |                         |                         |                         |                         |                         |                          |                          |                          |                          |                          |                          |                                       |                                       |                                       |                                       |                                       |                                       | EDOARDO II *1284 †1327                                  |                                                         |                                                         |                                                         |                                                         |                                                         |                               |                               |                               |                               |                               |                               |                                                 |                                                 |                                                 |                                                 |                                                 |                                                 |                        |                        |                        |                        |                        |                        |                                   |                                   |                                   |                                   |                                   |                                   |  |  |  |  |  |  |  |  |  |  |  |  |  |  |  |  |  |  |  |  |  |  |  |  |  |  |  |  |  |  |
|                         |                         |                         |                         |                         |                         |                          |                          |                          |                          |                          |                          |                                       |                                       |                                       |                                       |                                       |                                       |                                                         |                                                         |                                                         |                                                         |                                                         |                                                         |                               |                               |                               |                               |                               |                               |                                                 |                                                 |                                                 |                                                 |                                                 |                                                 |                        |                        |                        |                        |                        |                        |                                   |                                   |                                   |                                   |                                   |                                   |  |  |  |  |  |  |  |  |  |  |  |  |  |  |  |  |  |  |  |  |  |  |  |  |  |  |  |  |  |  |
|                         |                         |                         |                         |                         |                         |                          |                          |                          |                          |                          |                          |                                       |                                       |                                       |                                       |                                       |                                       | EDOARDO III *1312 †1377                                 |                                                         |                                                         |                                                         |                                                         |                                                         |                               |                               |                               |                               |                               |                               |                                                 |                                                 |                                                 |                                                 |                                                 |                                                 |                        |                        |                        |                        |                        |                        |                                   |                                   |                                   |                                   |                                   |                                   |  |  |  |  |  |  |  |  |  |  |  |  |  |  |  |  |  |  |  |  |  |  |  |  |  |  |  |  |  |  |
|                         |                         |                         |                         |                         |                         |                          |                          |                          |                          |                          |                          |                                       |                                       |                                       |                                       |                                       |                                       |                                                         |                                                         |                                                         |                                                         |                                                         |                                                         |                               |                               |                               |                               |                               |                               |                                                 |                                                 |                                                 |                                                 |                                                 |                                                 |                        |                        |                        |                        |                        |                        |                                   |                                   |                                   |                                   |                                   |                                   |  |  |  |  |  |  |  |  |  |  |  |  |  |  |  |  |  |  |  |  |  |  |  |  |  |  |  |  |  |  |
|                         |                         |                         |                         |                         |                         |                          |                          |                          |                          |                          |                          |                                       |                                       |                                       |                                       |                                       |                                       |                                                         |                                                         |                                                         |                                                         |                                                         |                                                         |                               |                               |                               |                               |                               |                               |                                                 |                                                 |                                                 |                                                 |                                                 |                                                 |                        |                        |                        |                        |                        |                        |                                   |                                   |                                   |                                   |                                   |                                   |  |  |  |  |  |  |  |  |  |  |  |  |  |  |  |  |  |  |  |  |  |  |  |  |  |  |  |  |  |  |
| Edoardo *1330 †1376     | Edoardo *1330 †1376     | Edoardo *1330 †1376     | Edoardo *1330 †1376     | Edoardo *1330 †1376     | Edoardo *1330 †1376     | Giovanni *1340 †1399     | Giovanni *1340 †1399     | Giovanni *1340 †1399     | Giovanni *1340 †1399     | Giovanni *1340 †1399     | Giovanni *1340 †1399     |                                       |                                       |                                       |                                       |                                       |                                       | Edmondo *1341 †1402                                     | Edmondo *1341 †1402                                     | Edmondo *1341 †1402                                     | Edmondo *1341 †1402                                     | Edmondo *1341 †1402                                     | Edmondo *1341 †1402                                     |                               |                               |                               |                               |                               |                               |                                                 |                                                 |                                                 |                                                 |                                                 |                                                 |                        |                        |                        |                        |                        |                        |                                   |                                   |                                   |                                   |                                   |                                   |  |  |  |  |  |  |  |  |  |  |  |  |  |  |  |  |  |  |  |  |  |  |  |  |  |  |  |  |  |  |
| Edoardo *1330 †1376     | Edoardo *1330 †1376     | Edoardo *1330 †1376     | Edoardo *1330 †1376     | Edoardo *1330 †1376     | Edoardo *1330 †1376     | Giovanni *1340 †1399     | Giovanni *1340 †1399     | Giovanni *1340 †1399     | Giovanni *1340 †1399     | Giovanni *1340 †1399     | Giovanni *1340 †1399     |                                       |                                       |                                       |                                       |                                       |                                       | Edmondo *1341 †1402                                     | Edmondo *1341 †1402                                     | Edmondo *1341 †1402                                     | Edmondo *1341 †1402                                     | Edmondo *1341 †1402                                     | Edmondo *1341 †1402                                     |                               |                               |                               |                               |                               |                               |                                                 |                                                 |                                                 |                                                 |                                                 |                                                 |                        |                        |                        |                        |                        |                        |                                   |                                   |                                   |                                   |                                   |                                   |  |  |  |  |  |  |  |  |  |  |  |  |  |  |  |  |  |  |  |  |  |  |  |  |  |  |  |  |  |  |
|                         |                         |                         |                         |                         |                         |                          |                          |                          |                          |                          |                          |                                       |                                       |                                       |                                       |                                       |                                       |                                                         |                                                         |                                                         |                                                         |                                                         |                                                         |                               |                               |                               |                               |                               |                               |                                                 |                                                 |                                                 |                                                 |                                                 |                                                 |                        |                        |                        |                        |                        |                        |                                   |                                   |                                   |                                   |                                   |                                   |  |  |  |  |  |  |  |  |  |  |  |  |  |  |  |  |  |  |  |  |  |  |  |  |  |  |  |  |  |  |
| RICCARDO II *1367 †1400 | RICCARDO II *1367 †1400 | RICCARDO II *1367 †1400 | RICCARDO II *1367 †1400 | RICCARDO II *1367 †1400 | RICCARDO II *1367 †1400 | ENRICO IV *1367 †1413    | ENRICO IV *1367 †1413    | ENRICO IV *1367 †1413    | ENRICO IV *1367 †1413    | ENRICO IV *1367 †1413    | ENRICO IV *1367 †1413    | Giovanni (legittimato) *c.1373 †1410  | Giovanni (legittimato) *c.1373 †1410  | Giovanni (legittimato) *c.1373 †1410  | Giovanni (legittimato) *c.1373 †1410  | Giovanni (legittimato) *c.1373 †1410  | Giovanni (legittimato) *c.1373 †1410  | Riccardo *1375 †1415                                    | Riccardo *1375 †1415                                    | Riccardo *1375 †1415                                    | Riccardo *1375 †1415                                    | Riccardo *1375 †1415                                    | Riccardo *1375 †1415                                    |                               |                               |                               |                               |                               |                               |                                                 |                                                 |                                                 |                                                 |                                                 |                                                 |                        |                        |                        |                        |                        |                        |                                   |                                   |                                   |                                   |                                   |                                   |  |  |  |  |  |  |  |  |  |  |  |  |  |  |  |  |  |  |  |  |  |  |  |  |  |  |  |  |  |  |
| RICCARDO II *1367 †1400 | RICCARDO II *1367 †1400 | RICCARDO II *1367 †1400 | RICCARDO II *1367 †1400 | RICCARDO II *1367 †1400 | RICCARDO II *1367 †1400 | ENRICO IV *1367 †1413    | ENRICO IV *1367 †1413    | ENRICO IV *1367 †1413    | ENRICO IV *1367 †1413    | ENRICO IV *1367 †1413    | ENRICO IV *1367 †1413    | Giovanni (legittimato) *c.1373 †1410  | Giovanni (legittimato) *c.1373 †1410  | Giovanni (legittimato) *c.1373 †1410  | Giovanni (legittimato) *c.1373 †1410  | Giovanni (legittimato) *c.1373 †1410  | Giovanni (legittimato) *c.1373 †1410  | Riccardo *1375 †1415                                    | Riccardo *1375 †1415                                    | Riccardo *1375 †1415                                    | Riccardo *1375 †1415                                    | Riccardo *1375 †1415                                    | Riccardo *1375 †1415                                    |                               |                               |                               |                               |                               |                               |                                                 |                                                 |                                                 |                                                 |                                                 |                                                 |                        |                        |                        |                        |                        |                        |                                   |                                   |                                   |                                   |                                   |                                   |  |  |  |  |  |  |  |  |  |  |  |  |  |  |  |  |  |  |  |  |  |  |  |  |  |  |  |  |  |  |
|                         |                         |                         |                         |                         |                         | ENRICO V *1387 †1422     | ENRICO V *1387 †1422     | ENRICO V *1387 †1422     | ENRICO V *1387 †1422     | ENRICO V *1387 †1422     | ENRICO V *1387 †1422     | Giovanni *1403 †1444                  | Giovanni *1403 †1444                  | Giovanni *1403 †1444                  | Giovanni *1403 †1444                  | Giovanni *1403 †1444                  | Giovanni *1403 †1444                  | Riccardo *1411 †1460                                    | Riccardo *1411 †1460                                    | Riccardo *1411 †1460                                    | Riccardo *1411 †1460                                    | Riccardo *1411 †1460                                    | Riccardo *1411 †1460                                    |                               |                               |                               |                               |                               |                               |                                                 |                                                 |                                                 |                                                 |                                                 |                                                 |                        |                        |                        |                        |                        |                        |                                   |                                   |                                   |                                   |                                   |                                   |  |  |  |  |  |  |  |  |  |  |  |  |  |  |  |  |  |  |  |  |  |  |  |  |  |  |  |  |  |  |
|                         |                         |                         |                         |                         |                         | ENRICO V *1387 †1422     | ENRICO V *1387 †1422     | ENRICO V *1387 †1422     | ENRICO V *1387 †1422     | ENRICO V *1387 †1422     | ENRICO V *1387 †1422     | Giovanni *1403 †1444                  | Giovanni *1403 †1444                  | Giovanni *1403 †1444                  | Giovanni *1403 †1444                  | Giovanni *1403 †1444                  | Giovanni *1403 †1444                  | Riccardo *1411 †1460                                    | Riccardo *1411 †1460                                    | Riccardo *1411 †1460                                    | Riccardo *1411 †1460                                    | Riccardo *1411 †1460                                    | Riccardo *1411 †1460                                    |                               |                               |                               |                               |                               |                               |                                                 |                                                 |                                                 |                                                 |                                                 |                                                 |                        |                        |                        |                        |                        |                        |                                   |                                   |                                   |                                   |                                   |                                   |  |  |  |  |  |  |  |  |  |  |  |  |  |  |  |  |  |  |  |  |  |  |  |  |  |  |  |  |  |  |
|                         |                         |                         |                         |                         |                         |                          |                          |                          |                          |                          |                          |                                       |                                       |                                       |                                       |                                       |                                       |                                                         |                                                         |                                                         |                                                         |                                                         |                                                         |                               |                               |                               |                               |                               |                               |                                                 |                                                 |                                                 |                                                 |                                                 |                                                 |                        |                        |                        |                        |                        |                        |                                   |                                   |                                   |                                   |                                   |                                   |  |  |  |  |  |  |  |  |  |  |  |  |  |  |  |  |  |  |  |  |  |  |  |  |  |  |  |  |  |  |
|                         |                         |                         |                         |                         |                         | ENRICO VI *1421 †1471    | ENRICO VI *1421 †1471    | ENRICO VI *1421 †1471    | ENRICO VI *1421 †1471    | ENRICO VI *1421 †1471    | ENRICO VI *1421 †1471    | Margherita *1443 †1509 Edmondo TUDOR  | Margherita *1443 †1509 Edmondo TUDOR  | Margherita *1443 †1509 Edmondo TUDOR  | Margherita *1443 †1509 Edmondo TUDOR  | Margherita *1443 †1509 Edmondo TUDOR  | Margherita *1443 †1509 Edmondo TUDOR  | EDOARDO IV *1442 †1483                                  | EDOARDO IV *1442 †1483                                  | EDOARDO IV *1442 †1483                                  | EDOARDO IV *1442 †1483                                  | EDOARDO IV *1442 †1483                                  | EDOARDO IV *1442 †1483                                  | RICCARDO III *1452 †1485      | RICCARDO III *1452 †1485      | RICCARDO III *1452 †1485      | RICCARDO III *1452 †1485      | RICCARDO III *1452 †1485      | RICCARDO III *1452 †1485      |                                                 |                                                 |                                                 |                                                 |                                                 |                                                 |                        |                        |                        |                        |                        |                        |                                   |                                   |                                   |                                   |                                   |                                   |  |  |  |  |  |  |  |  |  |  |  |  |  |  |  |  |  |  |  |  |  |  |  |  |  |  |  |  |  |  |
|                         |                         |                         |                         |                         |                         | ENRICO VI *1421 †1471    | ENRICO VI *1421 †1471    | ENRICO VI *1421 †1471    | ENRICO VI *1421 †1471    | ENRICO VI *1421 †1471    | ENRICO VI *1421 †1471    | Margherita *1443 †1509 Edmondo TUDOR  | Margherita *1443 †1509 Edmondo TUDOR  | Margherita *1443 †1509 Edmondo TUDOR  | Margherita *1443 †1509 Edmondo TUDOR  | Margherita *1443 †1509 Edmondo TUDOR  | Margherita *1443 †1509 Edmondo TUDOR  | EDOARDO IV *1442 †1483                                  | EDOARDO IV *1442 †1483                                  | EDOARDO IV *1442 †1483                                  | EDOARDO IV *1442 †1483                                  | EDOARDO IV *1442 †1483                                  | EDOARDO IV *1442 †1483                                  | RICCARDO III *1452 †1485      | RICCARDO III *1452 †1485      | RICCARDO III *1452 †1485      | RICCARDO III *1452 †1485      | RICCARDO III *1452 †1485      | RICCARDO III *1452 †1485      |                                                 |                                                 |                                                 |                                                 |                                                 |                                                 |                        |                        |                        |                        |                        |                        |                                   |                                   |                                   |                                   |                                   |                                   |  |  |  |  |  |  |  |  |  |  |  |  |  |  |  |  |  |  |  |  |  |  |  |  |  |  |  |  |  |  |
|                         |                         |                         |                         |                         |                         |                          |                          |                          |                          |                          |                          |                                       |                                       |                                       |                                       |                                       |                                       |                                                         |                                                         |                                                         |                                                         |                                                         |                                                         |                               |                               |                               |                               |                               |                               |                                                 |                                                 |                                                 |                                                 |                                                 |                                                 |                        |                        |                        |                        |                        |                        |                                   |                                   |                                   |                                   |                                   |                                   |  |  |  |  |  |  |  |  |  |  |  |  |  |  |  |  |  |  |  |  |  |  |  |  |  |  |  |  |  |  |
|                         |                         |                         |                         |                         |                         |                          |                          |                          |                          |                          |                          | ENRICO VII *1457 †1509                | ENRICO VII *1457 †1509                | ENRICO VII *1457 †1509                | ENRICO VII *1457 †1509                | ENRICO VII *1457 †1509                | ENRICO VII *1457 †1509                | Elisabetta *1466 †1503                                  | Elisabetta *1466 †1503                                  | Elisabetta *1466 †1503                                  | Elisabetta *1466 †1503                                  | Elisabetta *1466 †1503                                  | Elisabetta *1466 †1503                                  | EDOARDO V *1470 †p. lug. 1483 | EDOARDO V *1470 †p. lug. 1483 | EDOARDO V *1470 †p. lug. 1483 | EDOARDO V *1470 †p. lug. 1483 | EDOARDO V *1470 †p. lug. 1483 | EDOARDO V *1470 †p. lug. 1483 |                                                 |                                                 |                                                 |                                                 |                                                 |                                                 |                        |                        |                        |                        |                        |                        |                                   |                                   |                                   |                                   |                                   |                                   |  |  |  |  |  |  |  |  |  |  |  |  |  |  |  |  |  |  |  |  |  |  |  |  |  |  |  |  |  |  |
|                         |                         |                         |                         |                         |                         |                          |                          |                          |                          |                          |                          | ENRICO VII *1457 †1509                | ENRICO VII *1457 †1509                | ENRICO VII *1457 †1509                | ENRICO VII *1457 †1509                | ENRICO VII *1457 †1509                | ENRICO VII *1457 †1509                | Elisabetta *1466 †1503                                  | Elisabetta *1466 †1503                                  | Elisabetta *1466 †1503                                  | Elisabetta *1466 †1503                                  | Elisabetta *1466 †1503                                  | Elisabetta *1466 †1503                                  | EDOARDO V *1470 †p. lug. 1483 | EDOARDO V *1470 †p. lug. 1483 | EDOARDO V *1470 †p. lug. 1483 | EDOARDO V *1470 †p. lug. 1483 | EDOARDO V *1470 †p. lug. 1483 | EDOARDO V *1470 †p. lug. 1483 |                                                 |                                                 |                                                 |                                                 |                                                 |                                                 |                        |                        |                        |                        |                        |                        |                                   |                                   |                                   |                                   |                                   |                                   |  |  |  |  |  |  |  |  |  |  |  |  |  |  |  |  |  |  |  |  |  |  |  |  |  |  |  |  |  |  |
|                         |                         |                         |                         |                         |                         |                          |                          |                          |                          |                          |                          |                                       |                                       |                                       |                                       |                                       |                                       |                                                         |                                                         |                                                         |                                                         |                                                         |                                                         |                               |                               |                               |                               |                               |                               |                                                 |                                                 |                                                 |                                                 |                                                 |                                                 |                        |                        |                        |                        |                        |                        |                                   |                                   |                                   |                                   |                                   |                                   |  |  |  |  |  |  |  |  |  |  |  |  |  |  |  |  |  |  |  |  |  |  |  |  |  |  |  |  |  |  |
|                         |                         |                         |                         |                         |                         |                          |                          |                          |                          |                          |                          |                                       |                                       |                                       |                                       |                                       |                                       | Margherita *1489 †1541 Giacomo IV STUART                | Margherita *1489 †1541 Giacomo IV STUART                | Margherita *1489 †1541 Giacomo IV STUART                | Margherita *1489 †1541 Giacomo IV STUART                | Margherita *1489 †1541 Giacomo IV STUART                | Margherita *1489 †1541 Giacomo IV STUART                | ENRICO VIII *1491 †1547       | ENRICO VIII *1491 †1547       | ENRICO VIII *1491 †1547       | ENRICO VIII *1491 †1547       | ENRICO VIII *1491 †1547       | ENRICO VIII *1491 †1547       |                                                 |                                                 |                                                 |                                                 |                                                 |                                                 |                        |                        |                        |                        |                        |                        | Maria *1496 †1533 Carlo Brandon   | Maria *1496 †1533 Carlo Brandon   | Maria *1496 †1533 Carlo Brandon   | Maria *1496 †1533 Carlo Brandon   | Maria *1496 †1533 Carlo Brandon   | Maria *1496 †1533 Carlo Brandon   |  |  |  |  |  |  |  |  |  |  |  |  |  |  |  |  |  |  |  |  |  |  |  |  |  |  |  |  |  |  |
|                         |                         |                         |                         |                         |                         |                          |                          |                          |                          |                          |                          |                                       |                                       |                                       |                                       |                                       |                                       | Margherita *1489 †1541 Giacomo IV STUART                | Margherita *1489 †1541 Giacomo IV STUART                | Margherita *1489 †1541 Giacomo IV STUART                | Margherita *1489 †1541 Giacomo IV STUART                | Margherita *1489 †1541 Giacomo IV STUART                | Margherita *1489 †1541 Giacomo IV STUART                | ENRICO VIII *1491 †1547       | ENRICO VIII *1491 †1547       | ENRICO VIII *1491 †1547       | ENRICO VIII *1491 †1547       | ENRICO VIII *1491 †1547       | ENRICO VIII *1491 †1547       |                                                 |                                                 |                                                 |                                                 |                                                 |                                                 |                        |                        |                        |                        |                        |                        | Maria *1496 †1533 Carlo Brandon   | Maria *1496 †1533 Carlo Brandon   | Maria *1496 †1533 Carlo Brandon   | Maria *1496 †1533 Carlo Brandon   | Maria *1496 †1533 Carlo Brandon   | Maria *1496 †1533 Carlo Brandon   |  |  |  |  |  |  |  |  |  |  |  |  |  |  |  |  |  |  |  |  |  |  |  |  |  |  |  |  |  |  |
|                         |                         |                         |                         |                         |                         |                          |                          |                          |                          |                          |                          |                                       |                                       |                                       |                                       |                                       |                                       |                                                         |                                                         |                                                         |                                                         |                                                         |                                                         |                               |                               |                               |                               |                               |                               |                                                 |                                                 |                                                 |                                                 |                                                 |                                                 |                        |                        |                        |                        |                        |                        |                                   |                                   |                                   |                                   |                                   |                                   |  |  |  |  |  |  |  |  |  |  |  |  |  |  |  |  |  |  |  |  |  |  |  |  |  |  |  |  |  |  |
|                         |                         |                         |                         |                         |                         |                          |                          |                          |                          |                          |                          |                                       |                                       |                                       |                                       |                                       |                                       | Giacomo V *1512 †1542                                   | Giacomo V *1512 †1542                                   | Giacomo V *1512 †1542                                   | Giacomo V *1512 †1542                                   | Giacomo V *1512 †1542                                   | Giacomo V *1512 †1542                                   | MARIA I *1516 †1558           | MARIA I *1516 †1558           | MARIA I *1516 †1558           | MARIA I *1516 †1558           | MARIA I *1516 †1558           | MARIA I *1516 †1558           | ELISABETTA I *1533 †1603                        | ELISABETTA I *1533 †1603                        | ELISABETTA I *1533 †1603                        | ELISABETTA I *1533 †1603                        | ELISABETTA I *1533 †1603                        | ELISABETTA I *1533 †1603                        | EDOARDO VI *1537 †1553 | EDOARDO VI *1537 †1553 | EDOARDO VI *1537 †1553 | EDOARDO VI *1537 †1553 | EDOARDO VI *1537 †1553 | EDOARDO VI *1537 †1553 | Francesca *1517 †1559 Enrico Gray | Francesca *1517 †1559 Enrico Gray | Francesca *1517 †1559 Enrico Gray | Francesca *1517 †1559 Enrico Gray | Francesca *1517 †1559 Enrico Gray | Francesca *1517 †1559 Enrico Gray |  |  |  |  |  |  |  |  |  |  |  |  |  |  |  |  |  |  |  |  |  |  |  |  |  |  |  |  |  |  |
|                         |                         |                         |                         |                         |                         |                          |                          |                          |                          |                          |                          |                                       |                                       |                                       |                                       |                                       |                                       | Giacomo V *1512 †1542                                   | Giacomo V *1512 †1542                                   | Giacomo V *1512 †1542                                   | Giacomo V *1512 †1542                                   | Giacomo V *1512 †1542                                   | Giacomo V *1512 †1542                                   | MARIA I *1516 †1558           | MARIA I *1516 †1558           | MARIA I *1516 †1558           | MARIA I *1516 †1558           | MARIA I *1516 †1558           | MARIA I *1516 †1558           | ELISABETTA I *1533 †1603                        | ELISABETTA I *1533 †1603                        | ELISABETTA I *1533 †1603                        | ELISABETTA I *1533 †1603                        | ELISABETTA I *1533 †1603                        | ELISABETTA I *1533 †1603                        | EDOARDO VI *1537 †1553 | EDOARDO VI *1537 †1553 | EDOARDO VI *1537 †1553 | EDOARDO VI *1537 †1553 | EDOARDO VI *1537 †1553 | EDOARDO VI *1537 †1553 | Francesca *1517 †1559 Enrico Gray | Francesca *1517 †1559 Enrico Gray | Francesca *1517 †1559 Enrico Gray | Francesca *1517 †1559 Enrico Gray | Francesca *1517 †1559 Enrico Gray | Francesca *1517 †1559 Enrico Gray |  |  |  |  |  |  |  |  |  |  |  |  |  |  |  |  |  |  |  |  |  |  |  |  |  |  |  |  |  |  |
|                         |                         |                         |                         |                         |                         |                          |                          |                          |                          |                          |                          |                                       |                                       |                                       |                                       |                                       |                                       | Maria I *1542 †1587 Enrico STUART                       | Maria I *1542 †1587 Enrico STUART                       | Maria I *1542 †1587 Enrico STUART                       | Maria I *1542 †1587 Enrico STUART                       | Maria I *1542 †1587 Enrico STUART                       | Maria I *1542 †1587 Enrico STUART                       |                               |                               |                               |                               |                               |                               |                                                 |                                                 |                                                 |                                                 |                                                 |                                                 |                        |                        |                        |                        |                        |                        | (GIOVANNA) *1537 †1554            | (GIOVANNA) *1537 †1554            | (GIOVANNA) *1537 †1554            | (GIOVANNA) *1537 †1554            | (GIOVANNA) *1537 †1554            | (GIOVANNA) *1537 †1554            |  |  |  |  |  |  |  |  |  |  |  |  |  |  |  |  |  |  |  |  |  |  |  |  |  |  |  |  |  |  |
|                         |                         |                         |                         |                         |                         |                          |                          |                          |                          |                          |                          |                                       |                                       |                                       |                                       |                                       |                                       | Maria I *1542 †1587 Enrico STUART                       | Maria I *1542 †1587 Enrico STUART                       | Maria I *1542 †1587 Enrico STUART                       | Maria I *1542 †1587 Enrico STUART                       | Maria I *1542 †1587 Enrico STUART                       | Maria I *1542 †1587 Enrico STUART                       |                               |                               |                               |                               |                               |                               |                                                 |                                                 |                                                 |                                                 |                                                 |                                                 |                        |                        |                        |                        |                        |                        | (GIOVANNA) *1537 †1554            | (GIOVANNA) *1537 †1554            | (GIOVANNA) *1537 †1554            | (GIOVANNA) *1537 †1554            | (GIOVANNA) *1537 †1554            | (GIOVANNA) *1537 †1554            |  |  |  |  |  |  |  |  |  |  |  |  |  |  |  |  |  |  |  |  |  |  |  |  |  |  |  |  |  |  |
|                         |                         |                         |                         |                         |                         |                          |                          |                          |                          |                          |                          |                                       |                                       |                                       |                                       |                                       |                                       | GIACOMO I *1566 †1625                                   |                                                         |                                                         |                                                         |                                                         |                                                         |                               |                               |                               |                               |                               |                               |                                                 |                                                 |                                                 |                                                 |                                                 |                                                 |                        |                        |                        |                        |                        |                        |                                   |                                   |                                   |                                   |                                   |                                   |  |  |  |  |  |  |  |  |  |  |  |  |  |  |  |  |  |  |  |  |  |  |  |  |  |  |  |  |  |  |
|                         |                         |                         |                         |                         |                         |                          |                          |                          |                          |                          |                          |                                       |                                       |                                       |                                       |                                       |                                       |                                                         |                                                         |                                                         |                                                         |                                                         |                                                         |                               |                               |                               |                               |                               |                               |                                                 |                                                 |                                                 |                                                 |                                                 |                                                 |                        |                        |                        |                        |                        |                        |                                   |                                   |                                   |                                   |                                   |                                   |  |  |  |  |  |  |  |  |  |  |  |  |  |  |  |  |  |  |  |  |  |  |  |  |  |  |  |  |  |  |
|                         |                         |                         |                         |                         |                         |                          |                          |                          |                          |                          |                          |                                       |                                       |                                       |                                       |                                       |                                       |                                                         |                                                         |                                                         |                                                         |                                                         |                                                         |                               |                               |                               |                               |                               |                               |                                                 |                                                 |                                                 |                                                 |                                                 |                                                 |                        |                        |                        |                        |                        |                        |                                   |                                   |                                   |                                   |                                   |                                   |  |  |  |  |  |  |  |  |  |  |  |  |  |  |  |  |  |  |  |  |  |  |  |  |  |  |  |  |  |  |
|                         |                         |                         |                         |                         |                         |                          |                          |                          |                          |                          |                          |                                       |                                       |                                       |                                       |                                       |                                       | Elisabetta *1596 †1662 Federico V del Palatinato        | Elisabetta *1596 †1662 Federico V del Palatinato        | Elisabetta *1596 †1662 Federico V del Palatinato        | Elisabetta *1596 †1662 Federico V del Palatinato        | Elisabetta *1596 †1662 Federico V del Palatinato        | Elisabetta *1596 †1662 Federico V del Palatinato        | CARLO I *1600 †1649           | CARLO I *1600 †1649           | CARLO I *1600 †1649           | CARLO I *1600 †1649           | CARLO I *1600 †1649           | CARLO I *1600 †1649           |                                                 |                                                 |                                                 |                                                 |                                                 |                                                 |                        |                        |                        |                        |                        |                        |                                   |                                   |                                   |                                   |                                   |                                   |  |  |  |  |  |  |  |  |  |  |  |  |  |  |  |  |  |  |  |  |  |  |  |  |  |  |  |  |  |  |
|                         |                         |                         |                         |                         |                         |                          |                          |                          |                          |                          |                          |                                       |                                       |                                       |                                       |                                       |                                       | Elisabetta *1596 †1662 Federico V del Palatinato        | Elisabetta *1596 †1662 Federico V del Palatinato        | Elisabetta *1596 †1662 Federico V del Palatinato        | Elisabetta *1596 †1662 Federico V del Palatinato        | Elisabetta *1596 †1662 Federico V del Palatinato        | Elisabetta *1596 †1662 Federico V del Palatinato        | CARLO I *1600 †1649           | CARLO I *1600 †1649           | CARLO I *1600 †1649           | CARLO I *1600 †1649           | CARLO I *1600 †1649           | CARLO I *1600 †1649           |                                                 |                                                 |                                                 |                                                 |                                                 |                                                 |                        |                        |                        |                        |                        |                        |                                   |                                   |                                   |                                   |                                   |                                   |  |  |  |  |  |  |  |  |  |  |  |  |  |  |  |  |  |  |  |  |  |  |  |  |  |  |  |  |  |  |
|                         |                         |                         |                         |                         |                         |                          |                          |                          |                          |                          |                          |                                       |                                       |                                       |                                       |                                       |                                       |                                                         |                                                         |                                                         |                                                         |                                                         |                                                         |                               |                               |                               |                               |                               |                               |                                                 |                                                 |                                                 |                                                 |                                                 |                                                 |                        |                        |                        |                        |                        |                        |                                   |                                   |                                   |                                   |                                   |                                   |  |  |  |  |  |  |  |  |  |  |  |  |  |  |  |  |  |  |  |  |  |  |  |  |  |  |  |  |  |  |
|                         |                         |                         |                         |                         |                         |                          |                          |                          |                          |                          |                          |                                       |                                       |                                       |                                       |                                       |                                       | Sofia *1630 †1714 Ernesto Augusto di Brunswick-Lüneburg | Sofia *1630 †1714 Ernesto Augusto di Brunswick-Lüneburg | Sofia *1630 †1714 Ernesto Augusto di Brunswick-Lüneburg | Sofia *1630 †1714 Ernesto Augusto di Brunswick-Lüneburg | Sofia *1630 †1714 Ernesto Augusto di Brunswick-Lüneburg | Sofia *1630 †1714 Ernesto Augusto di Brunswick-Lüneburg | CARLO II *1630 †1685          | CARLO II *1630 †1685          | CARLO II *1630 †1685          | CARLO II *1630 †1685          | CARLO II *1630 †1685          | CARLO II *1630 †1685          | Maria *1631 †1660 Guglielmo II di ORANGE-NASSAU | Maria *1631 †1660 Guglielmo II di ORANGE-NASSAU | Maria *1631 †1660 Guglielmo II di ORANGE-NASSAU | Maria *1631 †1660 Guglielmo II di ORANGE-NASSAU | Maria *1631 †1660 Guglielmo II di ORANGE-NASSAU | Maria *1631 †1660 Guglielmo II di ORANGE-NASSAU | GIACOMO II *1633 †1701 | GIACOMO II *1633 †1701 | GIACOMO II *1633 †1701 | GIACOMO II *1633 †1701 | GIACOMO II *1633 †1701 | GIACOMO II *1633 †1701 |                                   |                                   |                                   |                                   |                                   |                                   |  |  |  |  |  |  |  |  |  |  |  |  |  |  |  |  |  |  |  |  |  |  |  |  |  |  |  |  |  |  |
|                         |                         |                         |                         |                         |                         |                          |                          |                          |                          |                          |                          |                                       |                                       |                                       |                                       |                                       |                                       | Sofia *1630 †1714 Ernesto Augusto di Brunswick-Lüneburg | Sofia *1630 †1714 Ernesto Augusto di Brunswick-Lüneburg | Sofia *1630 †1714 Ernesto Augusto di Brunswick-Lüneburg | Sofia *1630 †1714 Ernesto Augusto di Brunswick-Lüneburg | Sofia *1630 †1714 Ernesto Augusto di Brunswick-Lüneburg | Sofia *1630 †1714 Ernesto Augusto di Brunswick-Lüneburg | CARLO II *1630 †1685          | CARLO II *1630 †1685          | CARLO II *1630 †1685          | CARLO II *1630 †1685          | CARLO II *1630 †1685          | CARLO II *1630 †1685          | Maria *1631 †1660 Guglielmo II di ORANGE-NASSAU | Maria *1631 †1660 Guglielmo II di ORANGE-NASSAU | Maria *1631 †1660 Guglielmo II di ORANGE-NASSAU | Maria *1631 †1660 Guglielmo II di ORANGE-NASSAU | Maria *1631 †1660 Guglielmo II di ORANGE-NASSAU | Maria *1631 †1660 Guglielmo II di ORANGE-NASSAU | GIACOMO II *1633 †1701 | GIACOMO II *1633 †1701 | GIACOMO II *1633 †1701 | GIACOMO II *1633 †1701 | GIACOMO II *1633 †1701 | GIACOMO II *1633 †1701 |                                   |                                   |                                   |                                   |                                   |                                   |  |  |  |  |  |  |  |  |  |  |  |  |  |  |  |  |  |  |  |  |  |  |  |  |  |  |  |  |  |  |
|                         |                         |                         |                         |                         |                         |                          |                          |                          |                          |                          |                          |                                       |                                       |                                       |                                       |                                       |                                       |                                                         |                                                         |                                                         |                                                         |                                                         |                                                         |                               |                               |                               |                               |                               |                               |                                                 |                                                 |                                                 |                                                 |                                                 |                                                 |                        |                        |                        |                        |                        |                        |                                   |                                   |                                   |                                   |                                   |                                   |  |  |  |  |  |  |  |  |  |  |  |  |  |  |  |  |  |  |  |  |  |  |  |  |  |  |  |  |  |  |
|                         |                         |                         |                         |                         |                         |                          |                          |                          |                          |                          |                          |                                       |                                       |                                       |                                       |                                       |                                       | GIORGIO I di HANNOVER *1660 †1727                       | GIORGIO I di HANNOVER *1660 †1727                       | GIORGIO I di HANNOVER *1660 †1727                       | GIORGIO I di HANNOVER *1660 †1727                       | GIORGIO I di HANNOVER *1660 †1727                       | GIORGIO I di HANNOVER *1660 †1727                       |                               |                               |                               |                               |                               |                               | GUGLIELMO III *1650 †1702                       | GUGLIELMO III *1650 †1702                       | GUGLIELMO III *1650 †1702                       | GUGLIELMO III *1650 †1702                       | GUGLIELMO III *1650 †1702                       | GUGLIELMO III *1650 †1702                       | MARIA II *1662 †1694   | MARIA II *1662 †1694   | MARIA II *1662 †1694   | MARIA II *1662 †1694   | MARIA II *1662 †1694   | MARIA II *1662 †1694   | ANNA *1655 †1714                  | ANNA *1655 †1714                  | ANNA *1655 †1714                  | ANNA *1655 †1714                  | ANNA *1655 †1714                  | ANNA *1655 †1714                  |  |  |  |  |  |  |  |  |  |  |  |  |  |  |  |  |  |  |  |  |  |  |  |  |  |  |  |  |  |  |
|                         |                         |                         |                         |                         |                         |                          |                          |                          |                          |                          |                          |                                       |                                       |                                       |                                       |                                       |                                       | GIORGIO I di HANNOVER *1660 †1727                       | GIORGIO I di HANNOVER *1660 †1727                       | GIORGIO I di HANNOVER *1660 †1727                       | GIORGIO I di HANNOVER *1660 †1727                       | GIORGIO I di HANNOVER *1660 †1727                       | GIORGIO I di HANNOVER *1660 †1727                       |                               |                               |                               |                               |                               |                               | GUGLIELMO III *1650 †1702                       | GUGLIELMO III *1650 †1702                       | GUGLIELMO III *1650 †1702                       | GUGLIELMO III *1650 †1702                       | GUGLIELMO III *1650 †1702                       | GUGLIELMO III *1650 †1702                       | MARIA II *1662 †1694   | MARIA II *1662 †1694   | MARIA II *1662 †1694   | MARIA II *1662 †1694   | MARIA II *1662 †1694   | MARIA II *1662 †1694   | ANNA *1655 †1714                  | ANNA *1655 †1714                  | ANNA *1655 †1714                  | ANNA *1655 †1714                  | ANNA *1655 †1714                  | ANNA *1655 †1714                  |  |  |  |  |  |  |  |  |  |  |  |  |  |  |  |  |  |  |  |  |  |  |  |  |  |  |  |  |  |  |
|                         |                         |                         |                         |                         |                         |                          |                          |                          |                          |                          |                          |                                       |                                       |                                       |                                       |                                       |                                       | GIORGIO II *1683 †1760                                  |                                                         |                                                         |                                                         |                                                         |                                                         |                               |                               |                               |                               |                               |                               |                                                 |                                                 |                                                 |                                                 |                                                 |                                                 |                        |                        |                        |                        |                        |                        |                                   |                                   |                                   |                                   |                                   |                                   |  |  |  |  |  |  |  |  |  |  |  |  |  |  |  |  |  |  |  |  |  |  |  |  |  |  |  |  |  |  |
|                         |                         |                         |                         |                         |                         |                          |                          |                          |                          |                          |                          |                                       |                                       |                                       |                                       |                                       |                                       |                                                         |                                                         |                                                         |                                                         |                                                         |                                                         |                               |                               |                               |                               |                               |                               |                                                 |                                                 |                                                 |                                                 |                                                 |                                                 |                        |                        |                        |                        |                        |                        |                                   |                                   |                                   |                                   |                                   |                                   |  |  |  |  |  |  |  |  |  |  |  |  |  |  |  |  |  |  |  |  |  |  |  |  |  |  |  |  |  |  |
|                         |                         |                         |                         |                         |                         |                          |                          |                          |                          |                          |                          |                                       |                                       |                                       |                                       |                                       |                                       | Federico *1707 †1751                                    |                                                         |                                                         |                                                         |                                                         |                                                         |                               |                               |                               |                               |                               |                               |                                                 |                                                 |                                                 |                                                 |                                                 |                                                 |                        |                        |                        |                        |                        |                        |                                   |                                   |                                   |                                   |                                   |                                   |  |  |  |  |  |  |  |  |  |  |  |  |  |  |  |  |  |  |  |  |  |  |  |  |  |  |  |  |  |  |
|                         |                         |                         |                         |                         |                         |                          |                          |                          |                          |                          |                          |                                       |                                       |                                       |                                       |                                       |                                       |                                                         |                                                         |                                                         |                                                         |                                                         |                                                         |                               |                               |                               |                               |                               |                               |                                                 |                                                 |                                                 |                                                 |                                                 |                                                 |                        |                        |                        |                        |                        |                        |                                   |                                   |                                   |                                   |                                   |                                   |  |  |  |  |  |  |  |  |  |  |  |  |  |  |  |  |  |  |  |  |  |  |  |  |  |  |  |  |  |  |
|                         |                         |                         |                         |                         |                         |                          |                          |                          |                          |                          |                          |                                       |                                       |                                       |                                       |                                       |                                       | GIORGIO III *1738 †1820                                 |                                                         |                                                         |                                                         |                                                         |                                                         |                               |                               |                               |                               |                               |                               |                                                 |                                                 |                                                 |                                                 |                                                 |                                                 |                        |                        |                        |                        |                        |                        |                                   |                                   |                                   |                                   |                                   |                                   |  |  |  |  |  |  |  |  |  |  |  |  |  |  |  |  |  |  |  |  |  |  |  |  |  |  |  |  |  |  |
|                         |                         |                         |                         |                         |                         |                          |                          |                          |                          |                          |                          |                                       |                                       |                                       |                                       |                                       |                                       |                                                         |                                                         |                                                         |                                                         |                                                         |                                                         |                               |                               |                               |                               |                               |                               |                                                 |                                                 |                                                 |                                                 |                                                 |                                                 |                        |                        |                        |                        |                        |                        |                                   |                                   |                                   |                                   |                                   |                                   |  |  |  |  |  |  |  |  |  |  |  |  |  |  |  |  |  |  |  |  |  |  |  |  |  |  |  |  |  |  |
|                         |                         |                         |                         |                         |                         |                          |                          |                          |                          |                          |                          |                                       |                                       |                                       |                                       |                                       |                                       |                                                         |                                                         |                                                         |                                                         |                                                         |                                                         |                               |                               |                               |                               |                               |                               |                                                 |                                                 |                                                 |                                                 |                                                 |                                                 |                        |                        |                        |                        |                        |                        |                                   |                                   |                                   |                                   |                                   |                                   |  |  |  |  |  |  |  |  |  |  |  |  |  |  |  |  |  |  |  |  |  |  |  |  |  |  |  |  |  |  |
|                         |                         |                         |                         |                         |                         | GIORGIO IV *1762 †1830   | GIORGIO IV *1762 †1830   | GIORGIO IV *1762 †1830   | GIORGIO IV *1762 †1830   | GIORGIO IV *1762 †1830   | GIORGIO IV *1762 †1830   | GUGLIELMO IV *1765 †1837              | GUGLIELMO IV *1765 †1837              | GUGLIELMO IV *1765 †1837              | GUGLIELMO IV *1765 †1837              | GUGLIELMO IV *1765 †1837              | GUGLIELMO IV *1765 †1837              | Edoardo *1767 †1820                                     | Edoardo *1767 †1820                                     | Edoardo *1767 †1820                                     | Edoardo *1767 †1820                                     | Edoardo *1767 †1820                                     | Edoardo *1767 †1820                                     |                               |                               |                               |                               |                               |                               |                                                 |                                                 |                                                 |                                                 |                                                 |                                                 |                        |                        |                        |                        |                        |                        |                                   |                                   |                                   |                                   |                                   |                                   |  |  |  |  |  |  |  |  |  |  |  |  |  |  |  |  |  |  |  |  |  |  |  |  |  |  |  |  |  |  |
|                         |                         |                         |                         |                         |                         | GIORGIO IV *1762 †1830   | GIORGIO IV *1762 †1830   | GIORGIO IV *1762 †1830   | GIORGIO IV *1762 †1830   | GIORGIO IV *1762 †1830   | GIORGIO IV *1762 †1830   | GUGLIELMO IV *1765 †1837              | GUGLIELMO IV *1765 †1837              | GUGLIELMO IV *1765 †1837              | GUGLIELMO IV *1765 †1837              | GUGLIELMO IV *1765 †1837              | GUGLIELMO IV *1765 †1837              | Edoardo *1767 †1820                                     | Edoardo *1767 †1820                                     | Edoardo *1767 †1820                                     | Edoardo *1767 †1820                                     | Edoardo *1767 †1820                                     | Edoardo *1767 †1820                                     |                               |                               |                               |                               |                               |                               |                                                 |                                                 |                                                 |                                                 |                                                 |                                                 |                        |                        |                        |                        |                        |                        |                                   |                                   |                                   |                                   |                                   |                                   |  |  |  |  |  |  |  |  |  |  |  |  |  |  |  |  |  |  |  |  |  |  |  |  |  |  |  |  |  |  |
|                         |                         |                         |                         |                         |                         |                          |                          |                          |                          |                          |                          |                                       |                                       |                                       |                                       |                                       |                                       | VITTORIA *1819 †1901 Alberto di Sassonia-Coburgo-Gotha  |                                                         |                                                         |                                                         |                                                         |                                                         |                               |                               |                               |                               |                               |                               |                                                 |                                                 |                                                 |                                                 |                                                 |                                                 |                        |                        |                        |                        |                        |                        |                                   |                                   |                                   |                                   |                                   |                                   |  |  |  |  |  |  |  |  |  |  |  |  |  |  |  |  |  |  |  |  |  |  |  |  |  |  |  |  |  |  |
|                         |                         |                         |                         |                         |                         |                          |                          |                          |                          |                          |                          |                                       |                                       |                                       |                                       |                                       |                                       |                                                         |                                                         |                                                         |                                                         |                                                         |                                                         |                               |                               |                               |                               |                               |                               |                                                 |                                                 |                                                 |                                                 |                                                 |                                                 |                        |                        |                        |                        |                        |                        |                                   |                                   |                                   |                                   |                                   |                                   |  |  |  |  |  |  |  |  |  |  |  |  |  |  |  |  |  |  |  |  |  |  |  |  |  |  |  |  |  |  |
|                         |                         |                         |                         |                         |                         |                          |                          |                          |                          |                          |                          |                                       |                                       |                                       |                                       |                                       |                                       | EDOARDO VII di SASSONIA-COBURGO-GOTHA *1841 †1910       |                                                         |                                                         |                                                         |                                                         |                                                         |                               |                               |                               |                               |                               |                               |                                                 |                                                 |                                                 |                                                 |                                                 |                                                 |                        |                        |                        |                        |                        |                        |                                   |                                   |                                   |                                   |                                   |                                   |  |  |  |  |  |  |  |  |  |  |  |  |  |  |  |  |  |  |  |  |  |  |  |  |  |  |  |  |  |  |
|                         |                         |                         |                         |                         |                         |                          |                          |                          |                          |                          |                          |                                       |                                       |                                       |                                       |                                       |                                       |                                                         |                                                         |                                                         |                                                         |                                                         |                                                         |                               |                               |                               |                               |                               |                               |                                                 |                                                 |                                                 |                                                 |                                                 |                                                 |                        |                        |                        |                        |                        |                        |                                   |                                   |                                   |                                   |                                   |                                   |  |  |  |  |  |  |  |  |  |  |  |  |  |  |  |  |  |  |  |  |  |  |  |  |  |  |  |  |  |  |
|                         |                         |                         |                         |                         |                         |                          |                          |                          |                          |                          |                          |                                       |                                       |                                       |                                       |                                       |                                       | GIORGIO V WINDSOR *1865 †1936                           |                                                         |                                                         |                                                         |                                                         |                                                         |                               |                               |                               |                               |                               |                               |                                                 |                                                 |                                                 |                                                 |                                                 |                                                 |                        |                        |                        |                        |                        |                        |                                   |                                   |                                   |                                   |                                   |                                   |  |  |  |  |  |  |  |  |  |  |  |  |  |  |  |  |  |  |  |  |  |  |  |  |  |  |  |  |  |  |
|                         |                         |                         |                         |                         |                         |                          |                          |                          |                          |                          |                          |                                       |                                       |                                       |                                       |                                       |                                       |                                                         |                                                         |                                                         |                                                         |                                                         |                                                         |                               |                               |                               |                               |                               |                               |                                                 |                                                 |                                                 |                                                 |                                                 |                                                 |                        |                        |                        |                        |                        |                        |                                   |                                   |                                   |                                   |                                   |                                   |  |  |  |  |  |  |  |  |  |  |  |  |  |  |  |  |  |  |  |  |  |  |  |  |  |  |  |  |  |  |
|                         |                         |                         |                         |                         |                         |                          |                          |                          |                          |                          |                          |                                       |                                       |                                       |                                       |                                       |                                       |                                                         |                                                         |                                                         |                                                         |                                                         |                                                         |                               |                               |                               |                               |                               |                               |                                                 |                                                 |                                                 |                                                 |                                                 |                                                 |                        |                        |                        |                        |                        |                        |                                   |                                   |                                   |                                   |                                   |                                   |  |  |  |  |  |  |  |  |  |  |  |  |  |  |  |  |  |  |  |  |  |  |  |  |  |  |  |  |  |  |
|                         |                         |                         |                         |                         |                         |                          |                          |                          |                          |                          |                          | EDOARDO VIII *1894 †1972              | EDOARDO VIII *1894 †1972              | EDOARDO VIII *1894 †1972              | EDOARDO VIII *1894 †1972              | EDOARDO VIII *1894 †1972              | EDOARDO VIII *1894 †1972              | GIORGIO VI *1895 †1952                                  | GIORGIO VI *1895 †1952                                  | GIORGIO VI *1895 †1952                                  | GIORGIO VI *1895 †1952                                  | GIORGIO VI *1895 †1952                                  | GIORGIO VI *1895 †1952                                  |                               |                               |                               |                               |                               |                               |                                                 |                                                 |                                                 |                                                 |                                                 |                                                 |                        |                        |                        |                        |                        |                        |                                   |                                   |                                   |                                   |                                   |                                   |  |  |  |  |  |  |  |  |  |  |  |  |  |  |  |  |  |  |  |  |  |  |  |  |  |  |  |  |  |  |
|                         |                         |                         |                         |                         |                         |                          |                          |                          |                          |                          |                          | EDOARDO VIII *1894 †1972              | EDOARDO VIII *1894 †1972              | EDOARDO VIII *1894 †1972              | EDOARDO VIII *1894 †1972              | EDOARDO VIII *1894 †1972              | EDOARDO VIII *1894 †1972              | GIORGIO VI *1895 †1952                                  | GIORGIO VI *1895 †1952                                  | GIORGIO VI *1895 †1952                                  | GIORGIO VI *1895 †1952                                  | GIORGIO VI *1895 †1952                                  | GIORGIO VI *1895 †1952                                  |                               |                               |                               |                               |                               |                               |                                                 |                                                 |                                                 |                                                 |                                                 |                                                 |                        |                        |                        |                        |                        |                        |                                   |                                   |                                   |                                   |                                   |                                   |  |  |  |  |  |  |  |  |  |  |  |  |  |  |  |  |  |  |  |  |  |  |  |  |  |  |  |  |  |  |
|                         |                         |                         |                         |                         |                         |                          |                          |                          |                          |                          |                          |                                       |                                       |                                       |                                       |                                       |                                       | ELISABETTA II *1926 †2022 Filippo MOUNTBATTEN           |                                                         |                                                         |                                                         |                                                         |                                                         |                               |                               |                               |                               |                               |                               |                                                 |                                                 |                                                 |                                                 |                                                 |                                                 |                        |                        |                        |                        |                        |                        |                                   |                                   |                                   |                                   |                                   |                                   |  |  |  |  |  |  |  |  |  |  |  |  |  |  |  |  |  |  |  |  |  |  |  |  |  |  |  |  |  |  |
|                         |                         |                         |                         |                         |                         |                          |                          |                          |                          |                          |                          |                                       |                                       |                                       |                                       |                                       |                                       |                                                         |                                                         |                                                         |                                                         |                                                         |                                                         |                               |                               |                               |                               |                               |                               |                                                 |                                                 |                                                 |                                                 |                                                 |                                                 |                        |                        |                        |                        |                        |                        |                                   |                                   |                                   |                                   |                                   |                                   |  |  |  |  |  |  |  |  |  |  |  |  |  |  |  |  |  |  |  |  |  |  |  |  |  |  |  |  |  |  |
|                         |                         |                         |                         |                         |                         |                          |                          |                          |                          |                          |                          |                                       |                                       |                                       |                                       |                                       |                                       | CARLO III *1948                                         |                                                         |                                                         |                                                         |                                                         |                                                         |                               |                               |                               |                               |                               |                               |                                                 |                                                 |                                                 |                                                 |                                                 |                                                 |                        |                        |                        |                        |                        |                        |                                   |                                   |                                   |                                   |                                   |                                   |  |  |  |  |  |  |  |  |  |  |  |  |  |  |  |  |  |  |  |  |  |  |  |  |  |  |  |  |  |  |
|                         |                         |                         |                         |                         |                         |                          |                          |                          |                          |                          |                          |                                       |                                       |                                       |                                       |                                       |                                       |                                                         |                                                         |                                                         |                                                         |                                                         |                                                         |                               |                               |                               |                               |                               |                               |                                                 |                                                 |                                                 |                                                 |                                                 |                                                 |                        |                        |                        |                        |                        |                        |                                   |                                   |                                   |                                   |                                   |                                   |  |  |  |  |  |  |  |  |  |  |  |  |  |  |  |  |  |  |  |  |  |  |  |  |  |  |  |  |  |  |
|                         |                         |                         |                         |                         |                         |                          |                          |                          |                          |                          |                          |                                       |                                       |                                       |                                       |                                       |                                       | William, principe di Galles *1982                       |                                                         |                                                         |                                                         |                                                         |                                                         |                               |                               |                               |                               |                               |                               |                                                 |                                                 |                                                 |                                                 |                                                 |                                                 |                        |                        |                        |                        |                        |                        |                                   |                                   |                                   |                                   |                                   |                                   |  |  |  |  |  |  |  |  |  |  |  |  |  |  |  |  |  |  |  |  |  |  |  |  |  |  |  |  |  |  |
|                         |                         |                         |                         |                         |                         |                          |                          |                          |                          |                          |                          |                                       |                                       |                                       |                                       |                                       |                                       |                                                         |                                                         |                                                         |                                                         |                                                         |                                                         |                               |                               |                               |                               |                               |                               |                                                 |                                                 |                                                 |                                                 |                                                 |                                                 |                        |                        |                        |                        |                        |                        |                                   |                                   |                                   |                                   |                                   |                                   |  |  |  |  |  |  |  |  |  |  |  |  |  |  |  |  |  |  |  |  |  |  |  |  |  |  |  |  |  |  |
|                         |                         |                         |                         |                         |                         |                          |                          |                          |                          |                          |                          |                                       |                                       |                                       |                                       |                                       |                                       | George *2013                                            |                                                         |                                                         |                                                         |                                                         |                                                         |                               |                               |                               |                               |                               |                               |                                                 |                                                 |                                                 |                                                 |                                                 |                                                 |                        |                        |                        |                        |                        |                        |                                   |                                   |                                   |                                   |                                   |                                   |  |  |  |  |  |  |  |  |  |  |  |  |  |  |  |  |  |  |  |  |  |  |  |  |  |  |  |  |  |  |